# 사이제리야
주식회사 사이제리야(일본어: 株式会社サイゼリヤ, 영어: SAIZERIYA CO., LTD.)는 일본의 이탈리안 패밀리 레스토랑 체인점을 운영하는 회사다. 본사는 사이타마현 요시카와시에 있다.
올바른 표기는 '사이제리야(サイゼリヤ)'이며, 영어 표기도 'SAIZERIYA'이지만 '사이제리아(サイゼリア)'라고 쓰여 버리는 경우가 있다.

## 개요

### 특징
철저한 원가절감을 통해 저가 메뉴를 알차게 만들어 최근 어려운 상태가 지속되는 외식산업 중에서도 주목을 받고 있다. 술을 빼고 1000엔이 넘는 메뉴는 존재하지 않는다. 오히려 대부분의 메뉴가 500엔 이하라 깜짝 놀랄 가성비를 실현하고 있다.
주요 고객층은 젊은 사람으로, '사이제(サイゼ)'라는 애칭으로 사랑받고 있다.
모든 매장에서 음료가 무제한인 드링크바가 있으며 그라탱과 피자, 도리아 등 포장 가능한 음식을 '포장 메뉴(お持ち帰りメニュー)'로 제공하고 있다. 알코올류는 십여 가지의 와인을 갖춰 다른 체인점과 차별화를 꾀하고 있다.
영업시간은 기본적으로 오전 10시 또는 11시에 문을 열고, 밤 10시 또는 11시에 문을 닫는다. 밤 10시 이후에는 식사비의 10%가 심야요금으로 가산된다. 이전에는 24시간 영업을 하는 점포도 있었지만 생산성 향상과 인건비 절감을 위해 심야영업을 폐지했다. 다만, 극히 일부 점포는 연장해 밤 12시까지 영업하고 있는 점포도 있다.
점포 전개에 대해서는 일정한 영역에 집중해 개점하는 '지역 도미넌트' 방식을 기본으로 하고 있다. 이는 특정 철도 노선이나 간선 도로를 따라 순차적으로 신규 점포를 개점하는 '노선 도미넌트'와는 달리 일정한 면적의 외식 기업으로서의 우위성 확립을 도모한 것이다.
매장 인테리어 측면에는 르네상스 시기의 그림이 장식되는 것 외에도 천장 등에 이탈리아 르네상스를 연상시키는 그림이 그려져 있다. 저가 메뉴를 주력으로 하고 있지만, 내부 설비, 장식 등을 궁리해 이용객이 식사를 즐길 수 있는 공간을 제공하고 있다.

### 주문 및 결제 방법
사이제리야는 자리에 있는 주문용지에 메뉴번호와 수량을 적어 주문벨을 누르고 직원에게 종이를 전달해 주문하는 방식이었지만 일부 점포에서는 자리에 있는 주문용 QR코드를 자신의 스마트폰으로 읽어, 메뉴번호와 수량을 입력해 주문하는 셀프오더식으로 바뀌고 있다.
물이나 물수건은 셀프이며 드링크바 근처에 있다.
이전에는 점포의 운전자금을 확보하기 위해 수수료가 부과되는 신용카드 등의 전자결제 도입에는 소극적이어서 대부분의 점포에서 기본적으로 현금 이외의 지불은 불가능했다. 사이제리야는 원래 상품 단가가 낮아 신용카드사 등에 수수료를 내면 그만큼 이익도 줄어들기 때문이다.
그러나 2020년 8월부터 미츠이 스미토모 카드가 제공하는 올인원 결제 단말 'stera terminal'을 약 900개 점포에 순차적으로 도입하여 2021년 4월 9일에 모든 점포에서 전자 결제 정비가 완료되었다. 현재는 신용카드(VISA와 마스터카드)와 Suica, PASMO 등 교통카드 결제를 사용할 수 있다.

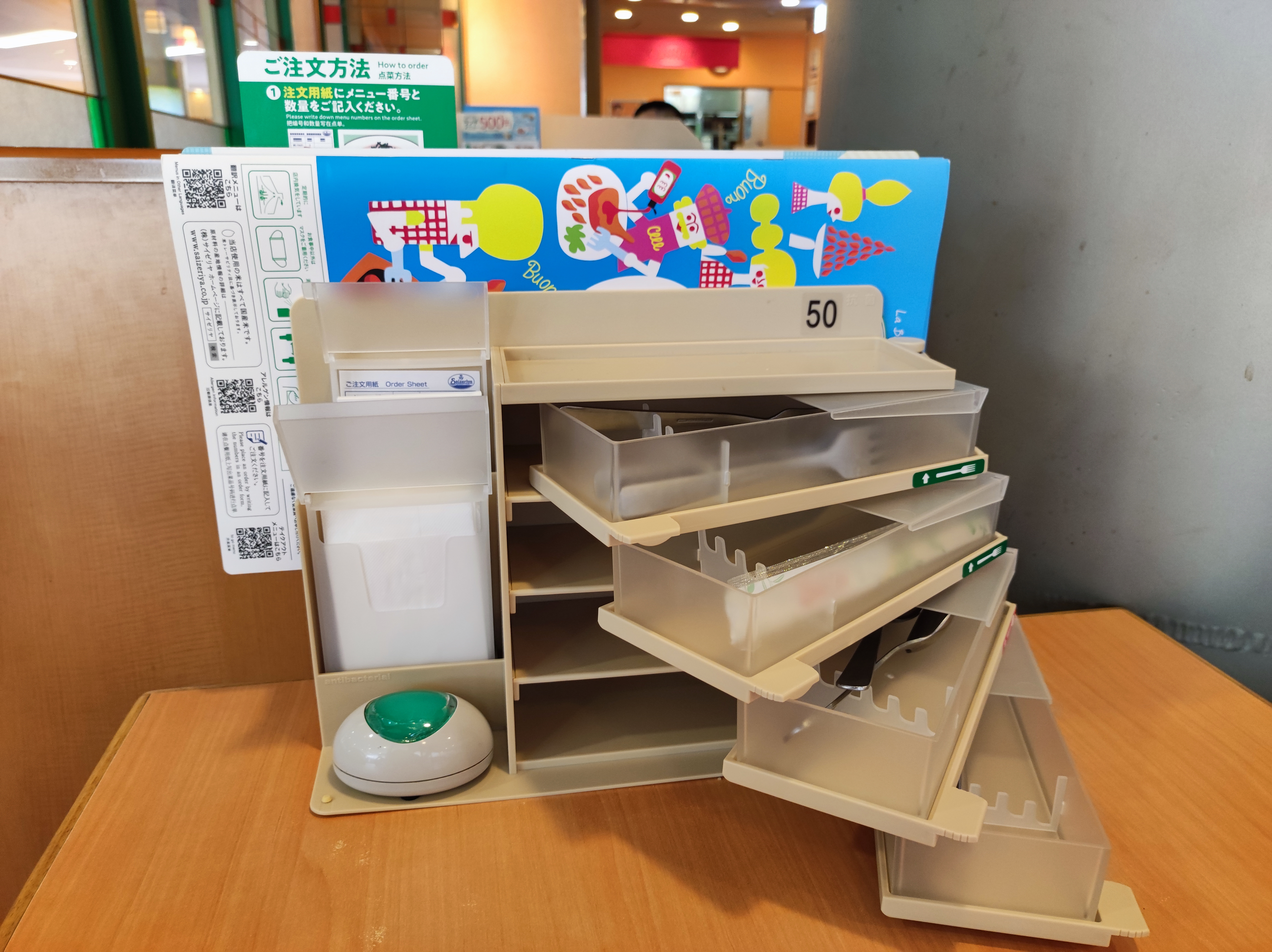
사이제리야의 커틀러리 케이스. 왼쪽에 주문용지와 벨이 있다.
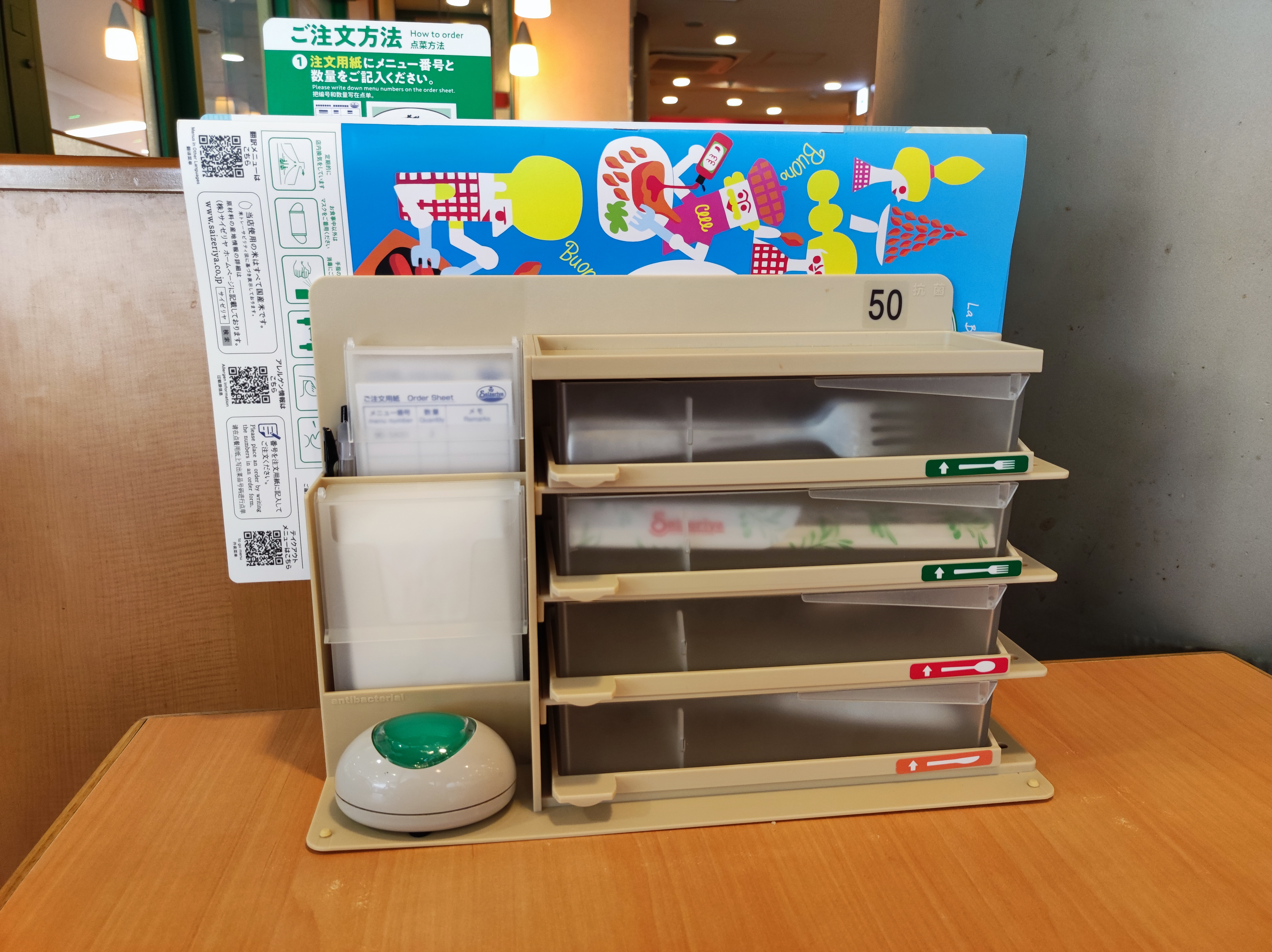
사이제리야의 커틀러리 케이스 (닫힌상태)
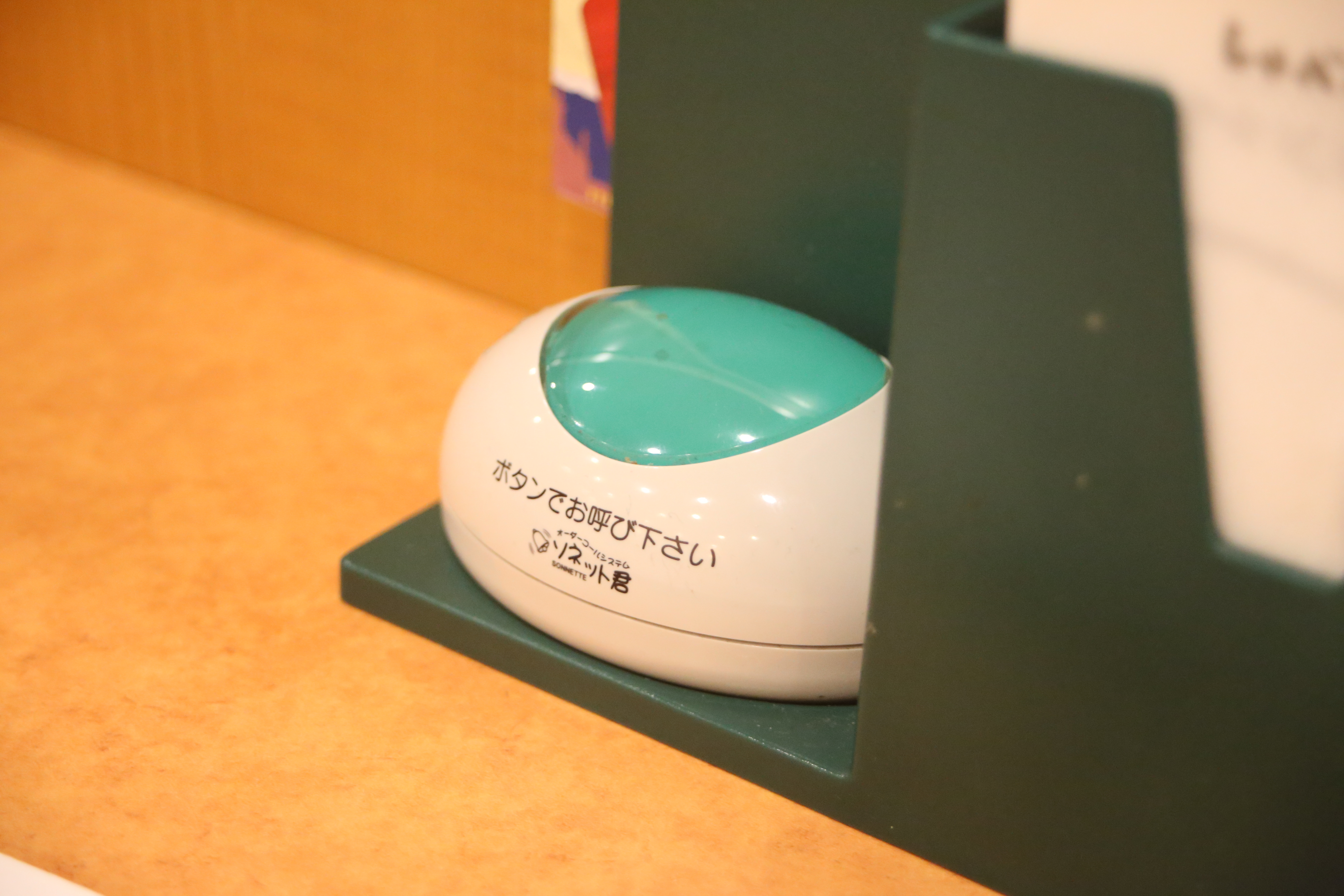
호출벨
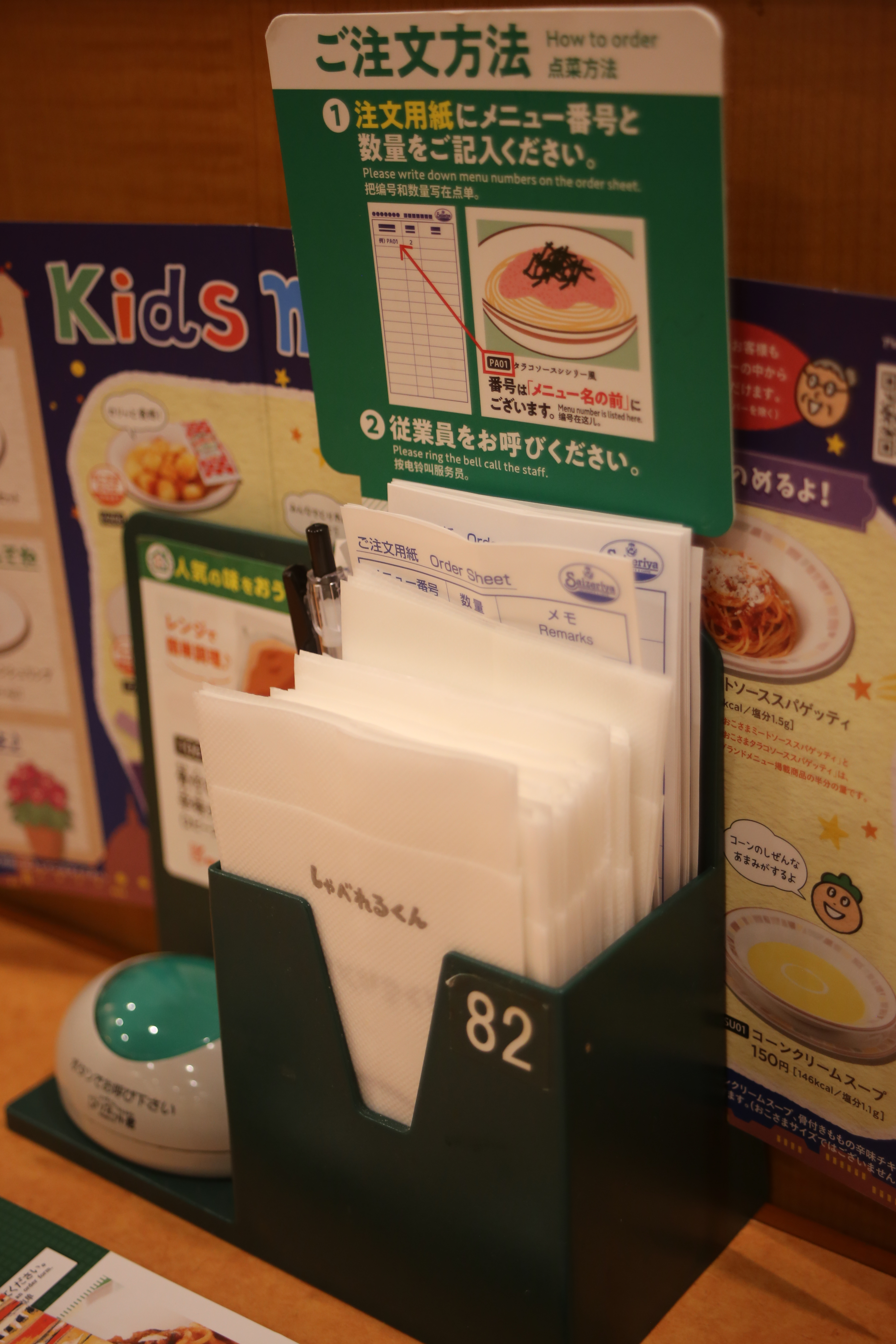
주문용지와 종이 냅킨
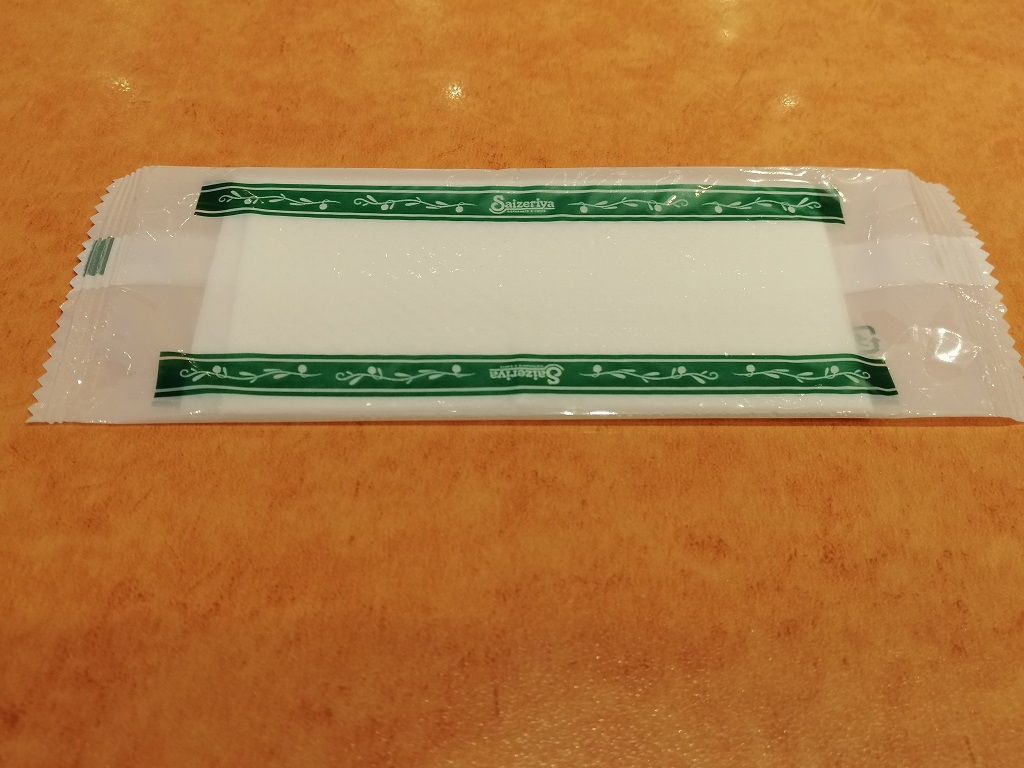
사이제리야의 물수건

### 운영 회사
'일본을 진정으로 잘사는 나라가 되도록 돕는다'를 기업이념으로 하여 스파게티를 라면과 같은 가격으로 제공하는 것을 염두에 두고, 파퓰러 프라이스라고 불리는 가격에 상응하고 기대에 어긋나지 않는 가격대와 메뉴 구성으로 싸고 맛있는 것을 제공하는 것을 방침으로 하고 있다.
이 방침은 진출한 중국에서도 이어져 '중국인들이 이탈리아 음식을 값싸고 맛있게 먹었으면 한다'는 설립 취지를 철저히 호소해 합작사업이 아닌 독립자본(100% 출자)으로 인가받은 국외 자본으로는 몇 안 되는 수용 사례가 되고 있다. 중국에서는 스파게티가 9위안(약144엔)에 제공되고 있다.
생산, 유통 시스템의 구축을 목표로 해, 후쿠시마현 시라카와시에 100만평의 사이제리야 농장을 가지고 있다. 또, 커미써리(식품 가공, 유통 공장)를 후쿠시마현, 사이타마현, 가나가와현(점포도 병설), 효고현에 가지고 있다. 이 외 일본 국외의 거점으로서 호주의 멜버른 교외에 40만평의 공장(사이제리야 오스트레일리아 Saizeriya Australia Pty. Ltd.)을 설립해, 2002년부터 생산을 실시하고 있다.

## 역사
현 회장이자 창업자인 쇼가키 야스히코(正垣泰彦)가, 도쿄 이과대학 재학중에 아르바이트를 하고 있던 시부야 식당의 요리사에게 '너, 음식점의 소질이 있다. 독립적으로 해 보면 좋다'라고 하는 말을 듣고 창업을 결심해, 아버지에게 '레스토랑을 시키고 싶은 사람이 있는데, 좋은 곳은 없을까?'라고 상담해, 자신이 창업하는 것을 숨기고, 치바현 이치카와시 야와타(모토야와타)에 있는 프루트 팔러(과일 가게를 겸한 다방)를 설비를 모두 껴서 구입해 주었다 이 과일 펄러의 이름이 '사이제리야'였다. 그러다 1967년 양식점으로 바꿔 사이제리야를 창업했다.

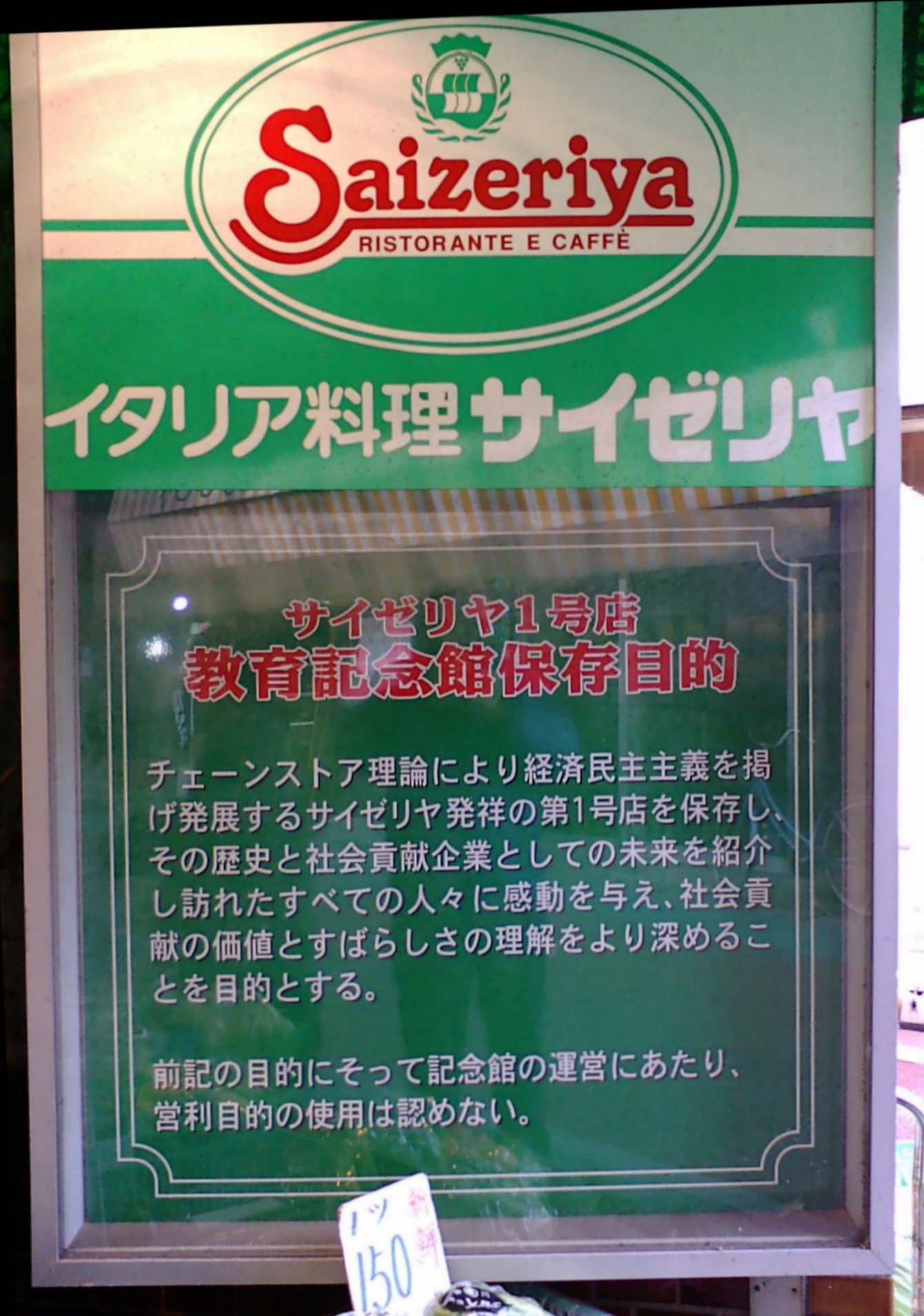
사이제리야 1호점 교육기념관에 있는 폐점 당시의 간판

그러나 그 7개월 후에 취객들의 싸움이 원인이 되어 쓰러진 난로의 불이 번져 화재가 일어나 가게가 전소하고 휴업하였다. 휴업 기간 동안 유럽 각국에서 음식점을 여러 곳 둘러보다가 이제는 이탈리아 음식이 인기를 끌 것으로 판단, 양식점에서 이탈리아 음식 전문점으로 전환해 가게를 재개했지만 손님들의 발길은 뚝 끊기고 말았다. 그 원인은 가격에 있다고 생각해, 메뉴를 모두 70%할인으로 판매한다고 하는 행동에 나섰다. 이 판단이 훌륭히 적중하여 사이제리야는 행렬이 생길 정도로 크게 번성하게 되었다. '이 방침이라면 팔릴 것'이라고 확신하고, 사이제리야를 저가 노선에 태워 현재의 지위를 확립해 갔다.
1973년 5월, 주식회사 마리아느 상회를 이치카와시 야와타에 설립했다. 그때까지 영업하고 있던 '레스토랑 사이제리야'의 체인점 전개를 개시해, 치바현을 중심으로 출점을 계속했다. 1987년 기업명을 주식회사 마리아노로, 1992년에는 주식회사 사이제리야로 변경했다.
2013년 11월에는 일본 국내 1000개 점포 출점을 달성했다. 이는 패밀리 레스토랑 업계에서는 가스토 이후 두 번째이다. 출점 형식은 빌딩 안에 입주하는 방식, 간선도로변에 있는 로드 사이드형, 2층에 점포가 있는 필로티형 외에 상업 빌딩이나 역 빌딩에의 테넌트 출점 등, 좋은 입지라면 물건을 불문하고, 특히 수도권에의 출점을 적극적으로 계속하고 있다. 또, 다른 회사의 경합 점포등이 철퇴한 철거지에 출점할 때는 간판등도 그대로 이용하기 때문에, 점포의 설계나 로고 마크가 그려진 폴 사인(간판)의 형상은 다채롭다.

### 사이제리야 1호점 교육기념관
이치카와시 야와타의 사이제리야 1호점은 2000년 2월에 폐점했지만, 치바현 중소기업가 동우회 이치카와 우라야스 지부의 협력도 있어, 현재는 사이제리야 1호점 교육기념관으로서 보존되고 있다. 사전에 동우회에 연락하면 기념관 견학을 할 수 있다(토, 일요일에 관해서는 연락 없이도 견학할 수 있는 경우 있음.영리 목적으로 사용할 수 없음).

## 연혁
- 1968년 4월 - 쇼가키 야스히코(正垣泰彦)가 사이제리야의 점포를 양수하여 개인 영업을 개시
- 1973년 5월 - 개인 영업에서 법인화. 주식회사 마리아느 상회를 설립
- 1987년 4월 - 상호를 주식회사 마리아노로 변경
- 1987년 10월 - 무선으로 주문을 보내는 오더 엔트리 시스템을 도입
- 1992년 9월 - 상호를 주식회사 사이제리야로 변경
- 1997년 10월 - 사이타마현 요시카와시 아사히 2번지 5에 요시카와 공장을 건설. 본사도 같은 장소로 이전
- 2003년 12월 - 중국 1호점을 상하이에 오픈 (첫 해외진출)
- 2013년 11월 - 일본 국내 1000개 점포를 달성 (이토요카도 가마가야점)
- 2019년 6월 - 모든 매장의 모든 좌석 금연화
- 2020년 7월 1일 - 그랜드 메뉴를 개정하여 끝자리가 나오지 않는 가격으로 변경하고 캐시리스 결제를 도입

## 메뉴
신종 코로나바이러스 감염증 유행으로 인한 접촉 감염 방지, 회계 시간 단축 등을 위해 2020년 7월 1일부터 거스름돈이 나오기 어려운 가격 설정으로 개정하였다. 예를 들면, 299엔→300엔, 169엔→150엔 등 세금 포함으로 50의 배수가 되는 가격으로 바꿨다.

### 현재의 주요 메뉴
- 도리아, 그라탱 (300~400엔) - 스테디셀러인 밀라노풍 도리아 외에 여러 종류의 도리아, 그라탱이 있다.
- 피자 (400~500엔) - 마르게리타, 옥수수, 모짜렐라, 소시지 피자 등 여러 종류가 있다. W치즈는 100엔 추가.
- 파스타 요리 (300~600엔) - 카르보나라, 봉골레, 미트소스, 페페론치노 등 여러 종류의 파스타 요리가 있다.
- 햄버그 스테이크 (400~550엔) - 여러 종류의 햄버그 스테이크가 있고, 같은 플레이트에 계란 프라이, 옥수수, 감자가 붙어 있다.
- 다른 스테이크 (500~870엔) - 다른 종류로 치킨, 양고기 스테이크도 있다. 양고기와 야채 그릴(870엔)이 2024년 1월 기준으로 술을 제외하면 가장 비싼 메뉴다.
- 샐러드 (350~400엔) - 잔새우샐러드, 치킨샐러드, 미역샐러드, 모짜렐라샐러드 등
- 국물 (150~300엔) - 옥수수 크림스프, 미네스트로네 등
- 공기밥 (100~200엔) - 스몰 사이즈가 100엔, 보통 사이즈가 150엔, 라지 사이즈가 200엔이다.
- 갓 구운 빵 (150~200엔) - 포카차, 마늘빵 등
- 전채, 안주 (200~400엔) - 생햄, 구운감자, 에스카르고 오븐구이, 모짜렐라 토마토, 매콤한 치킨, 매콤한 소시지, 아로스티치니 등
- 드링크 바 - 사이제리야의 스테디셀러 메뉴다. 음식 메뉴와 함께 주문하는 세트 드링크바(200엔)는 저렴한 가격으로 인기가 있다. 드링크바만의 주문은 300엔이다. 초등학생 이하는 100엔이고 3세 이하 어린이는 무료다. 음료는 코카콜라, 캐나다 드라이(진저에일, 토닉워터), 미닛메이드(채소와 과일주스, 오렌지주스, 포도주스), 환타 멜론소다, Qoo 하얀포도, 우롱차, 아이스티, 따뜻한 음료는 커피, 카푸치노, 에스프레소 등이 있다. 단, 매장에 따라 음료 종류가 다를 수 있다.
- 술 (100~2200엔) - 다른 체인점에서는 보기 힘든 레드나 화이트 와인이 저렴한 가격에 제공되고 있다. 글라스 와인은 한 잔에 100엔이며 병 와인도 1100엔부터 여러 종류 있다. 다른 주류는 맥주, 무알콜 맥주, 레몬 츄하이가 있다.
- 디저트 (250~500엔) - 푸딩, 젤라토, 케이크 등 여러 종류가 있다.

### 점심 메뉴
- 햄버그 스테이크나 스파게티 또는 도리아 세트메뉴가 있다. 햄버그 스테이크에는 공기밥, 국물이 포함돼어 600엔이다. 공기밥을 빵으로 바꿀 수도 있다. 스파게티 또는 도리아에는 샐러드, 국물이 포함되어 500엔이다. 종류는 적지만 평소보다 싸기 때문에 이득이다. 둘 다 국물은 리필이 가능하다. 그리고 런치 메뉴를 주문한 손님은 음료수 무제한인 런치 드링크바가 100엔이라는 저렴한 가격에 제공된다. 점심 메뉴는 평일 11시부터 15시까지 주문 가능하다. 주말과 공휴일은 주문할 수 없다.

### 갤러리

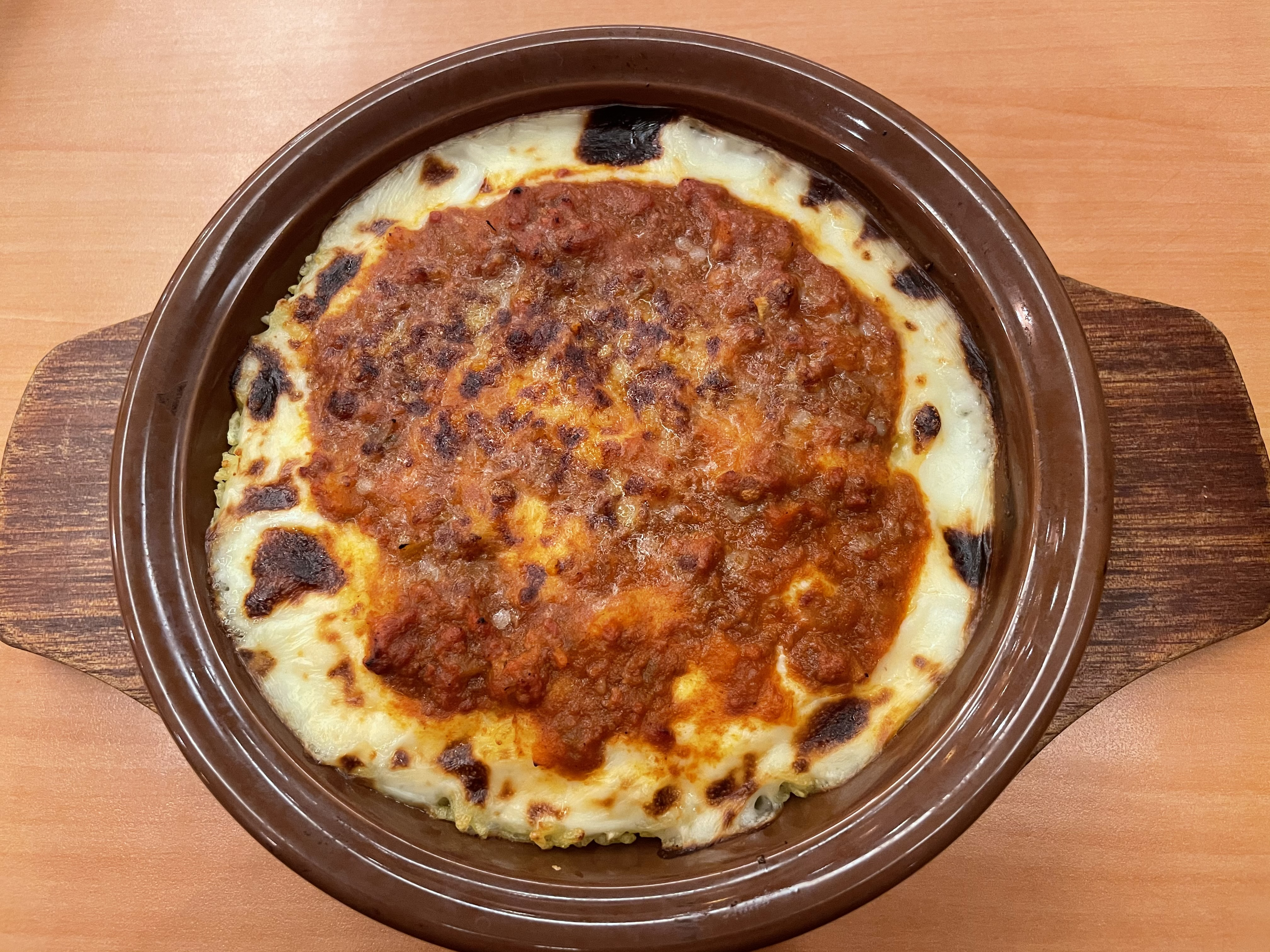
간판 메뉴 중 하나인 '밀라노풍 도리아' (300엔)
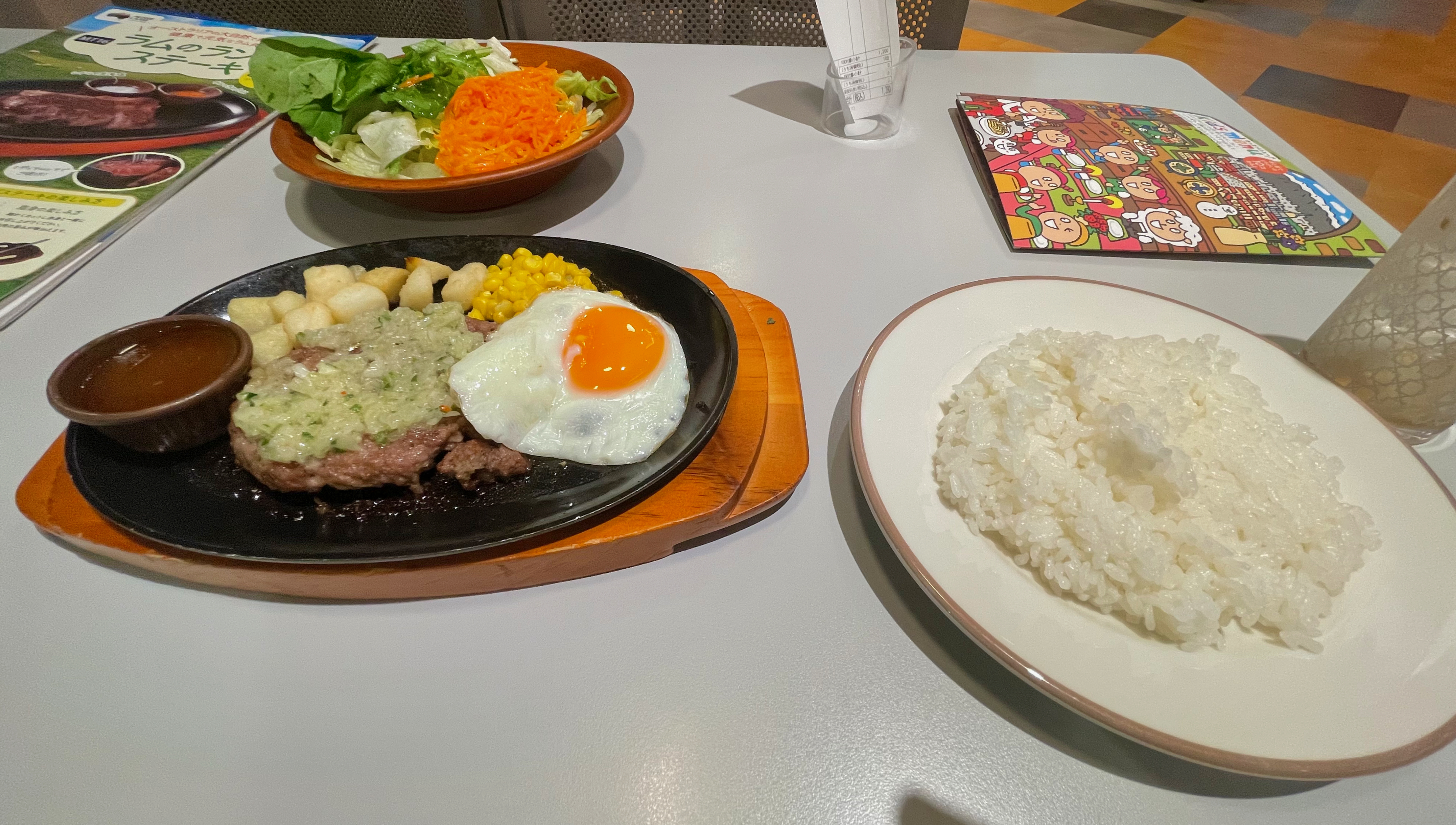
디아볼라풍 햄버그(500엔)+공기밥(150엔)+그린샐러드(350엔)
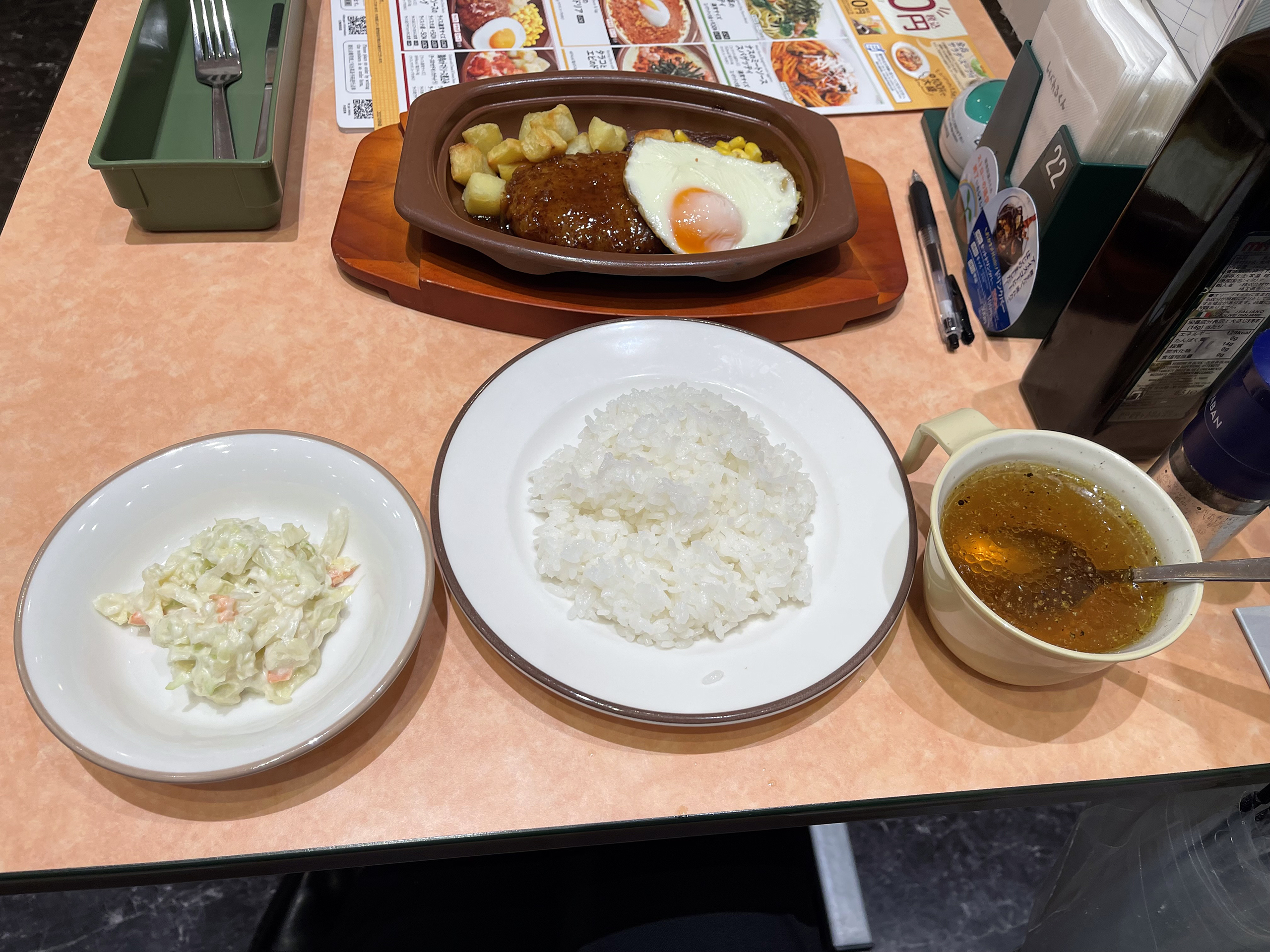
런치메뉴의 어니언소스 햄버그 세트 (600엔) ※공기밥, 스프 포함. 수프는 리필 가능
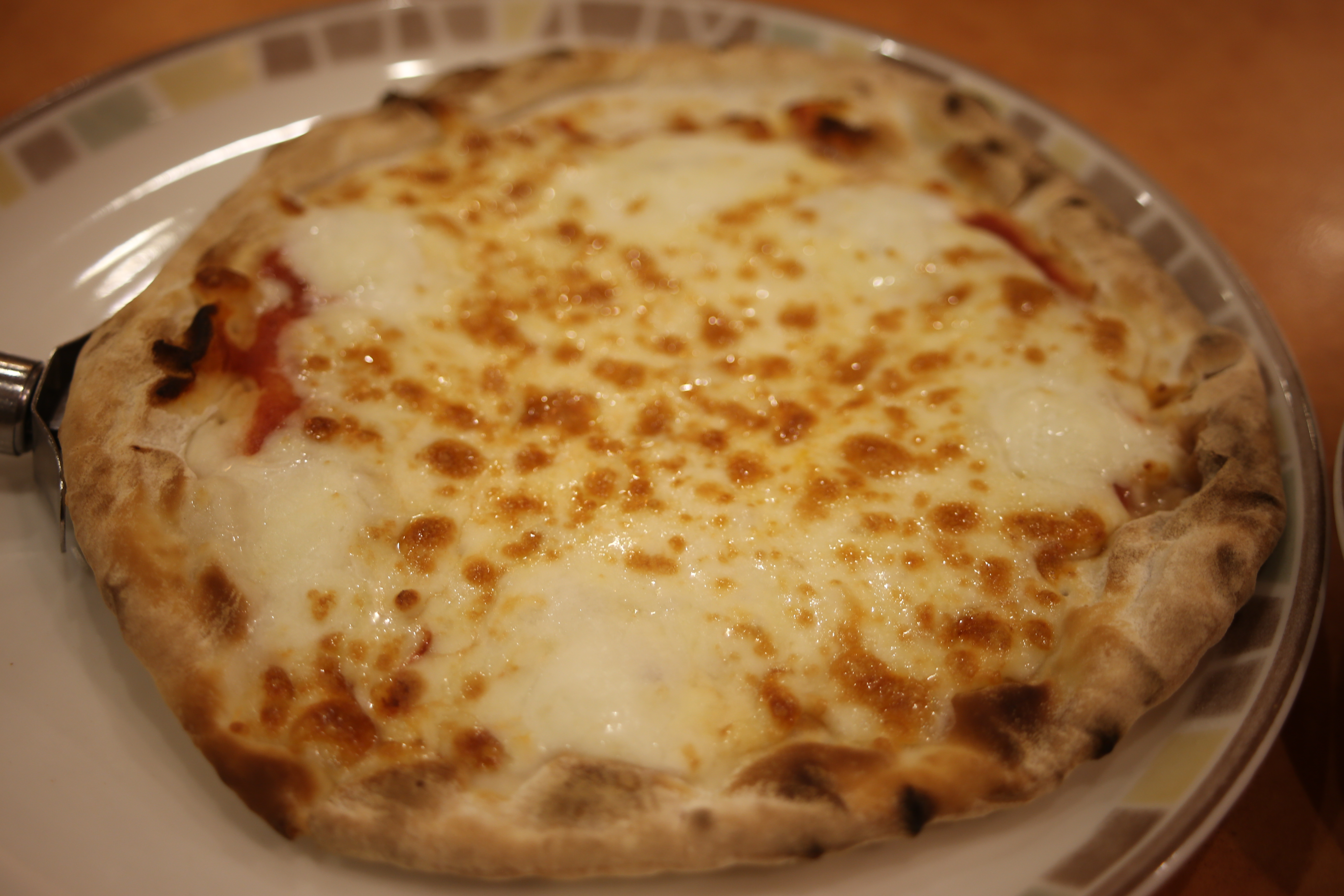
마르게리타 피자 (400엔)
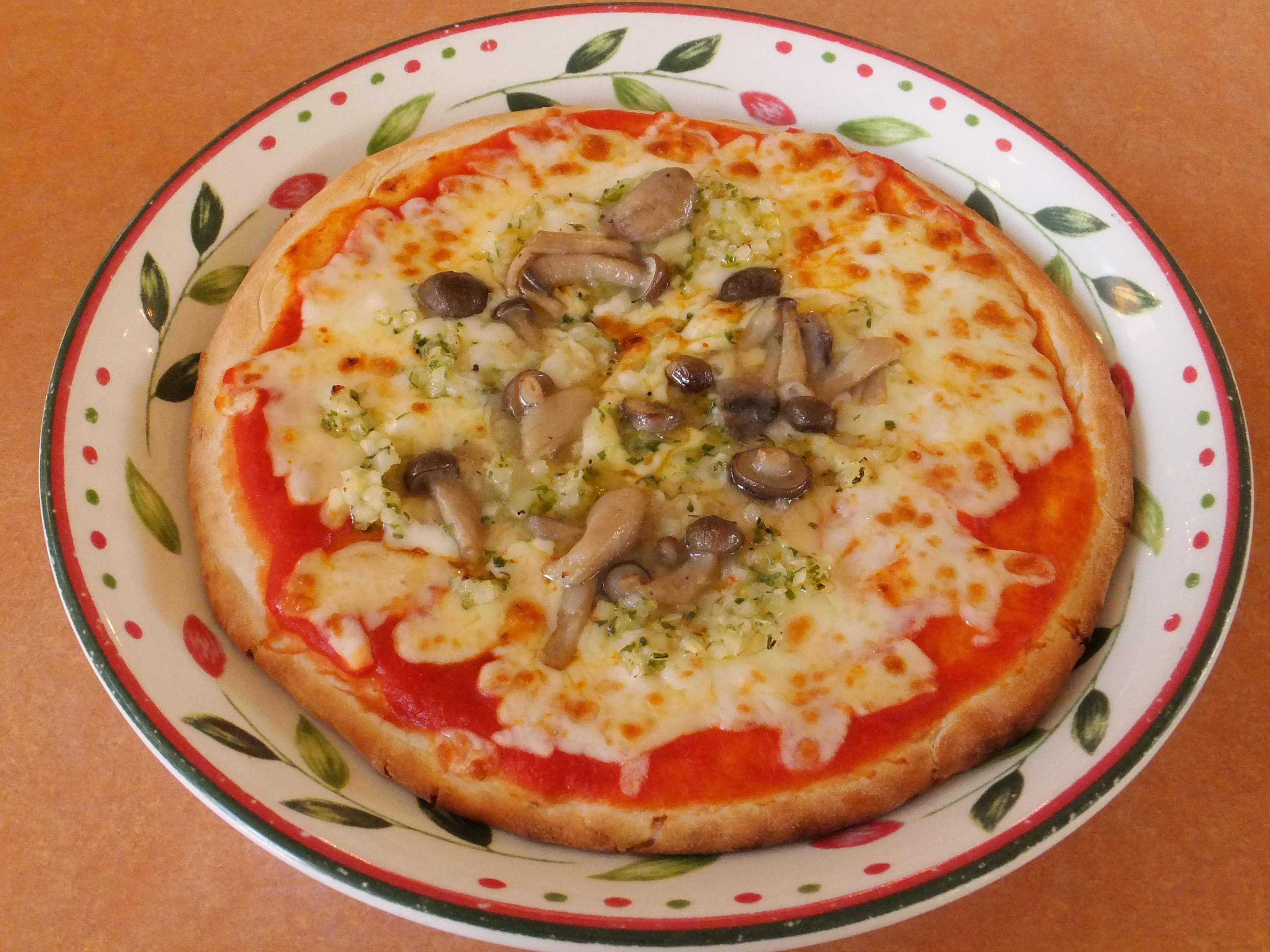
야채와 버섯 피자 (400엔)
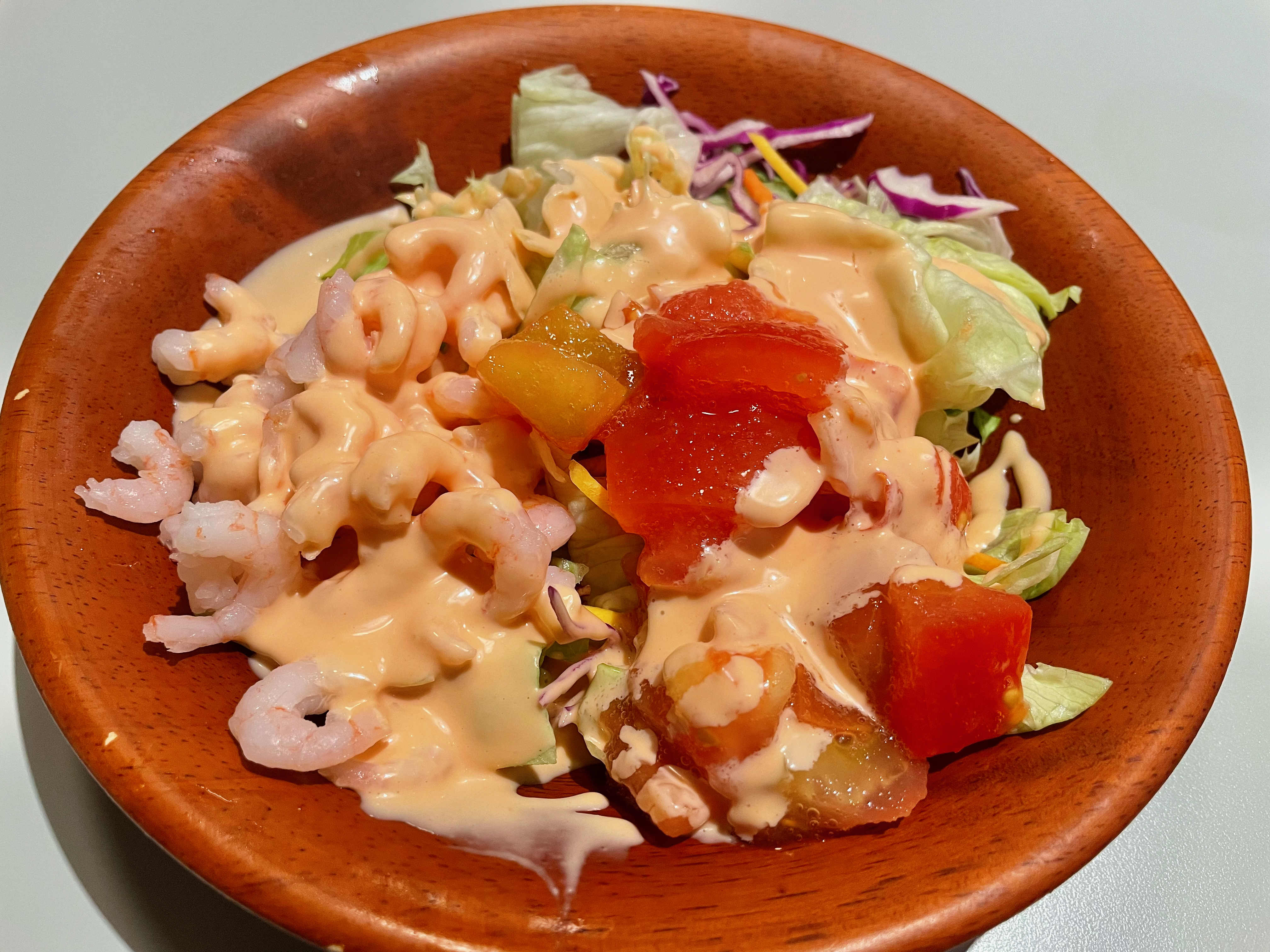
잔새우 샐러드 (350엔)
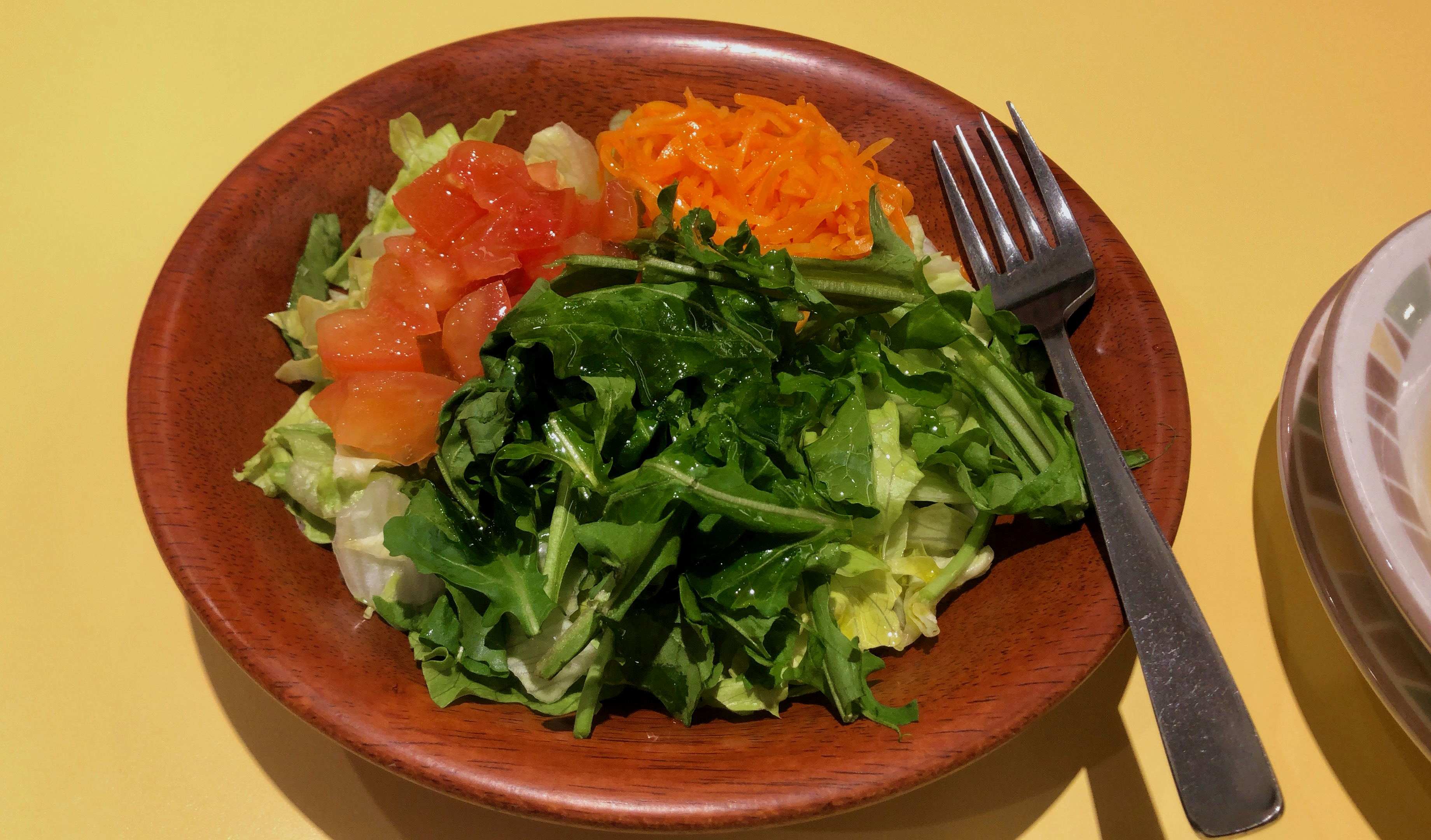
가든 샐러드 (350엔) ※지금은 없음
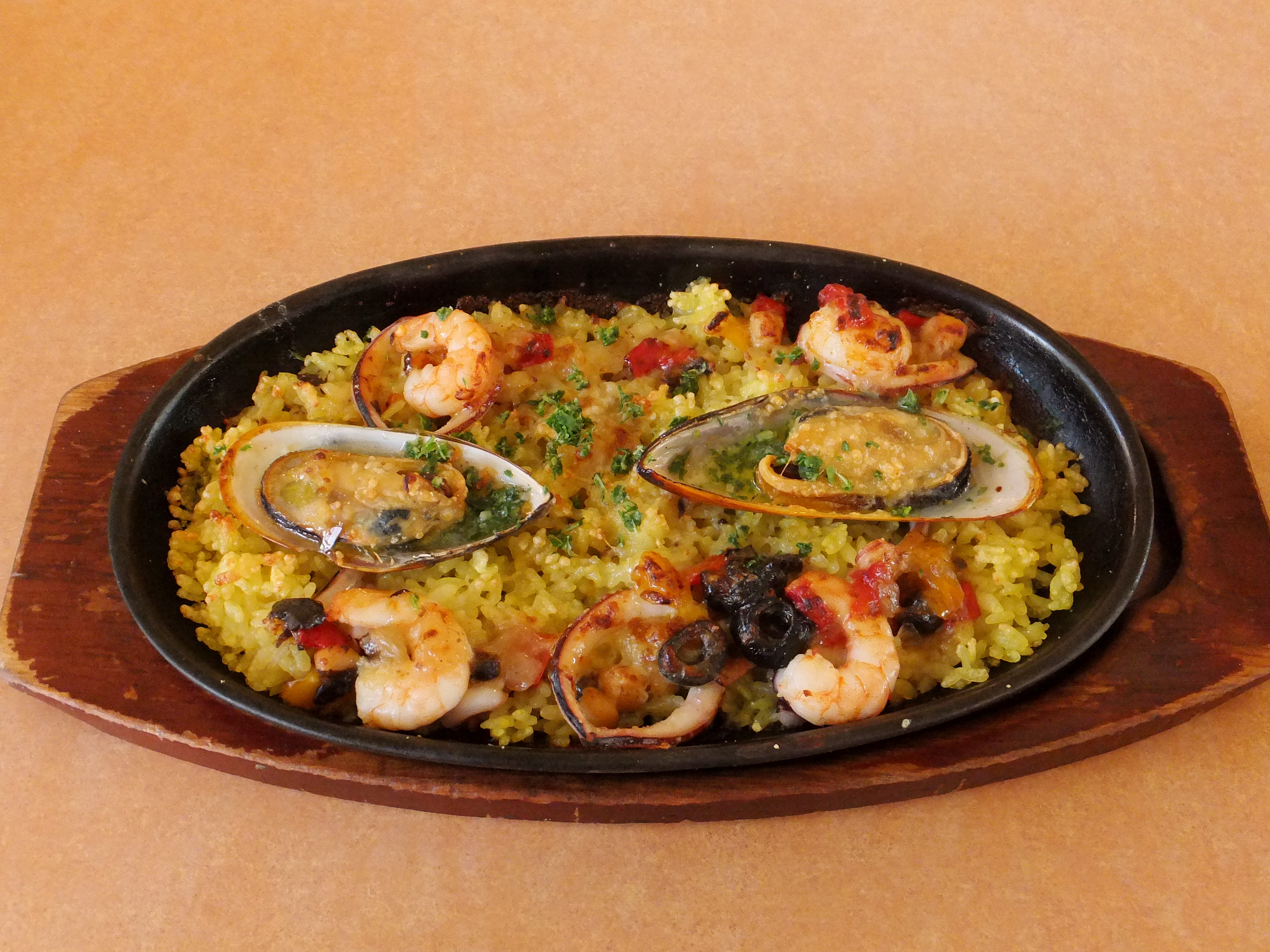
지중해식 필라프 오븐구이 (499엔) ※지금은 없음
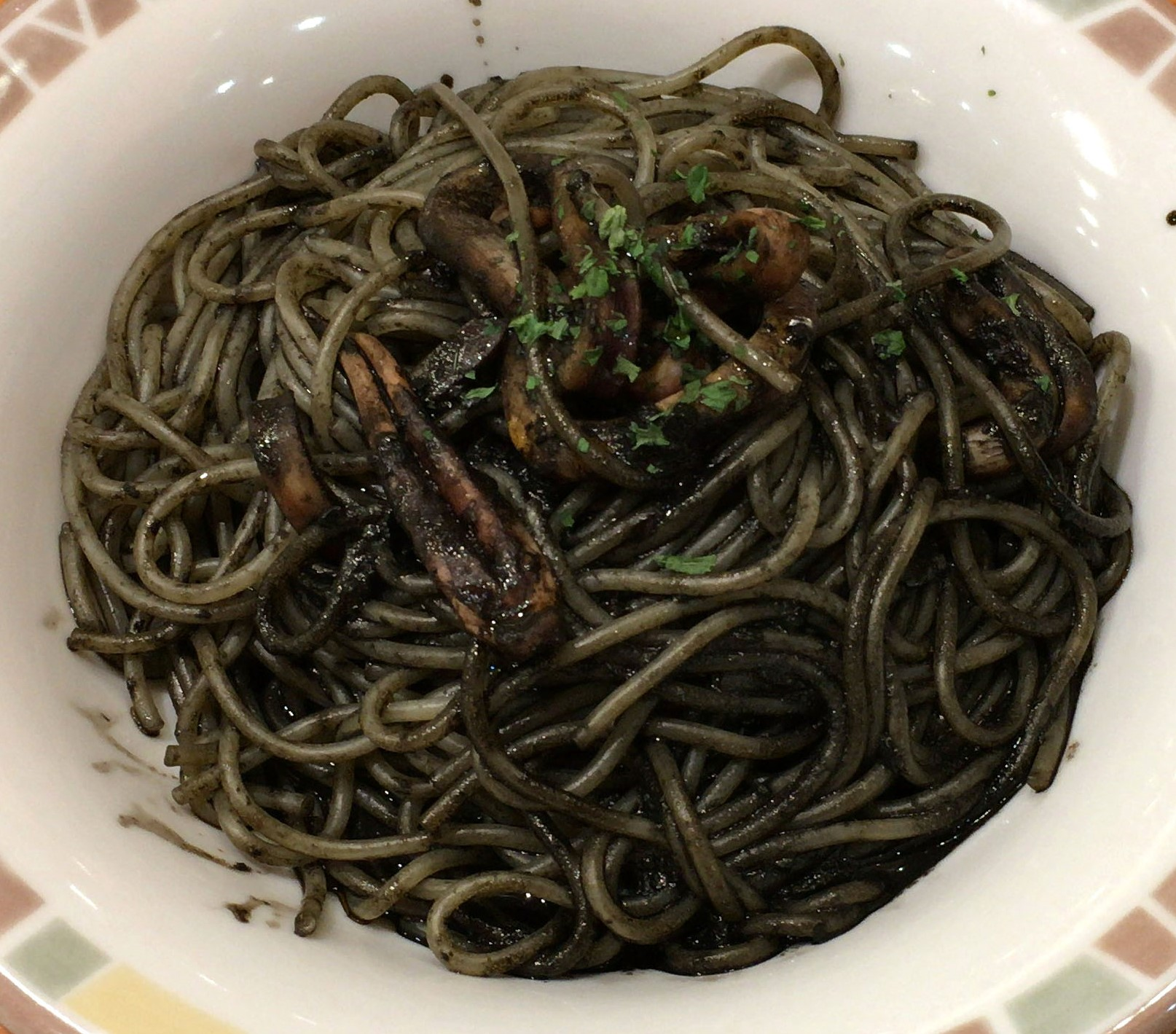
오징어 먹물 스파게티 (500엔)
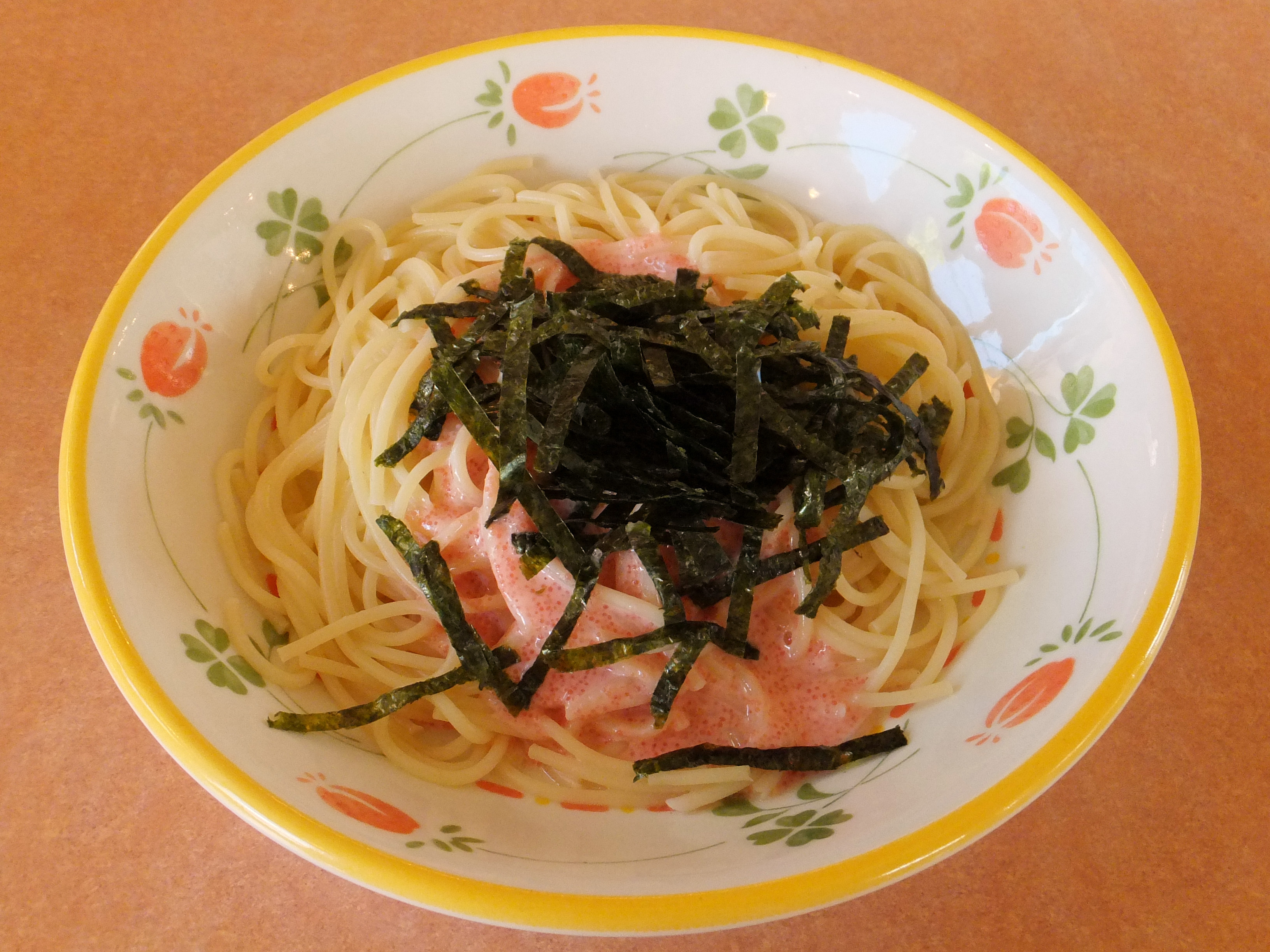
명란소스 스파게티 (400엔)
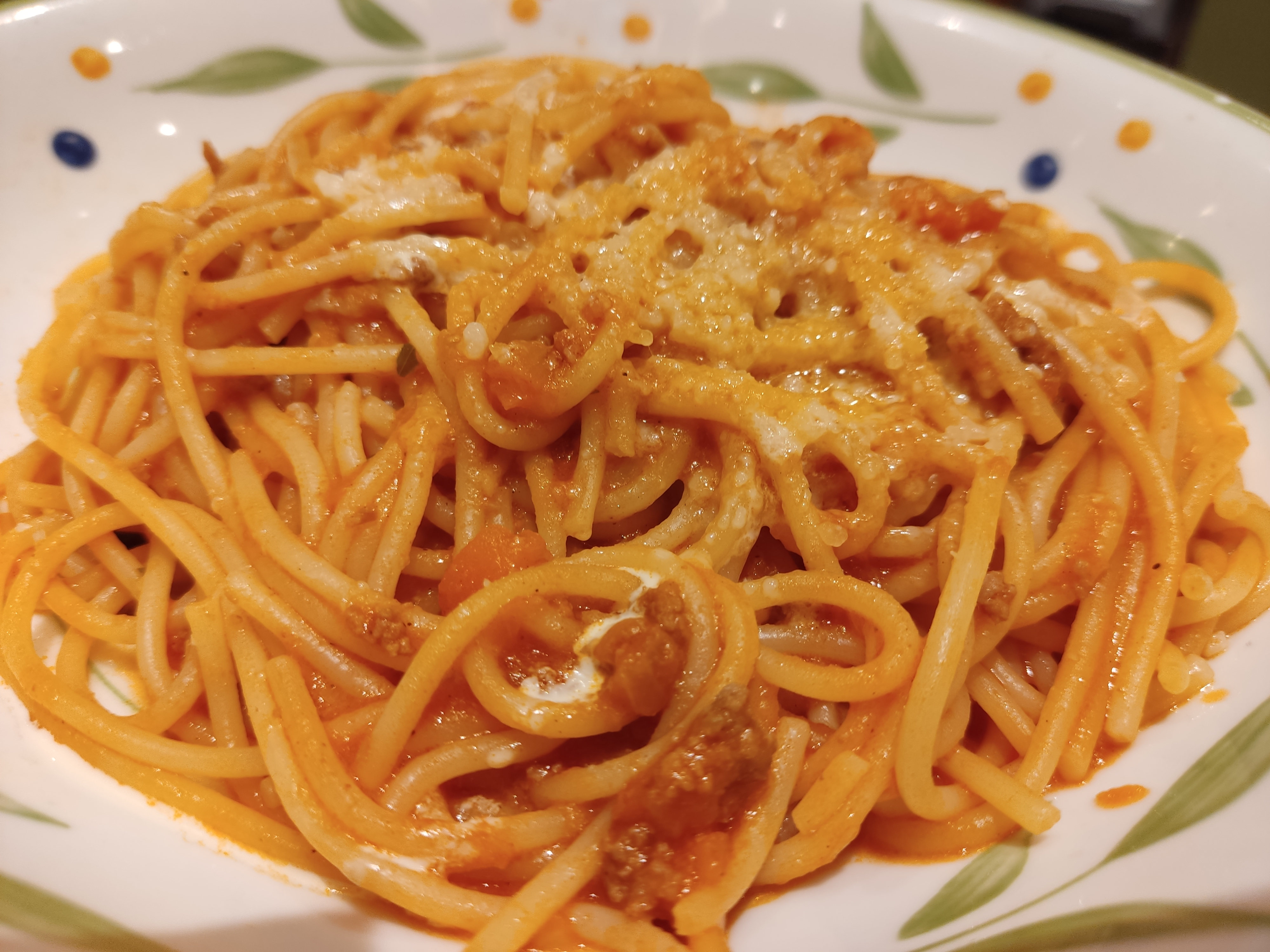
미트소스 스파게티 볼로녜세풍 (400엔) ※사진은 홍콩
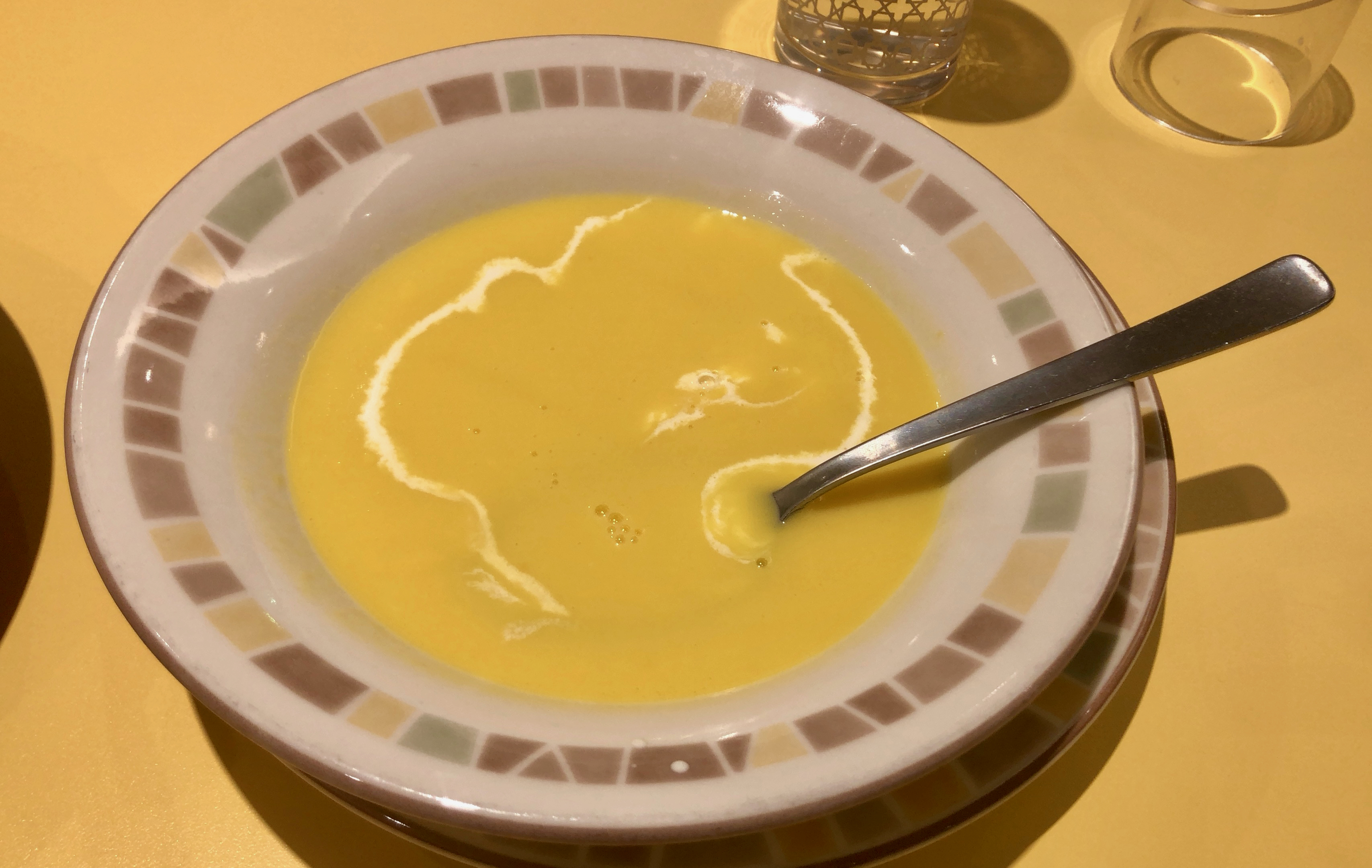
옥수수 크림수프 (150엔)
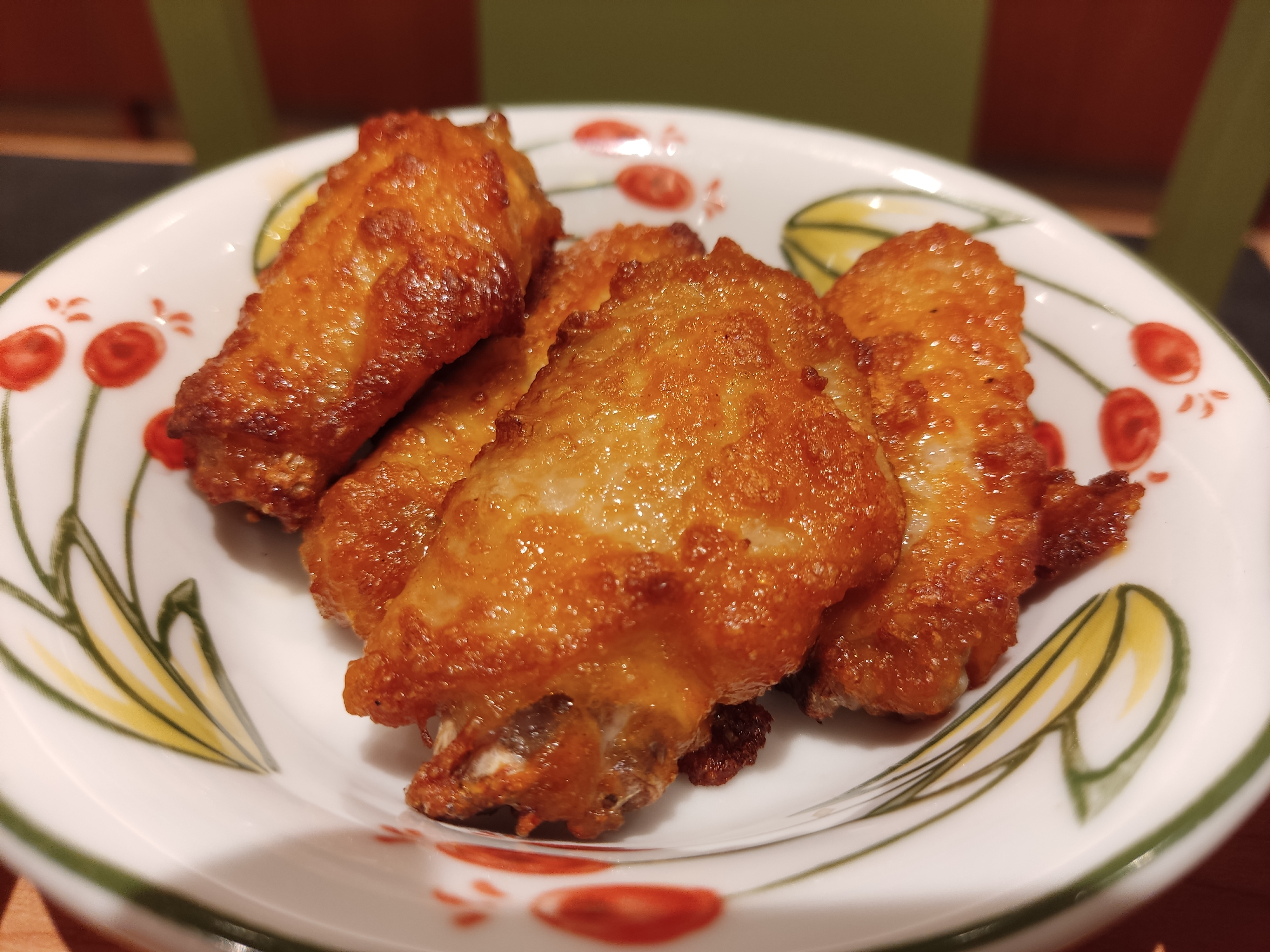
매콤한 치킨 (300엔) ※ 사진은 홍콩
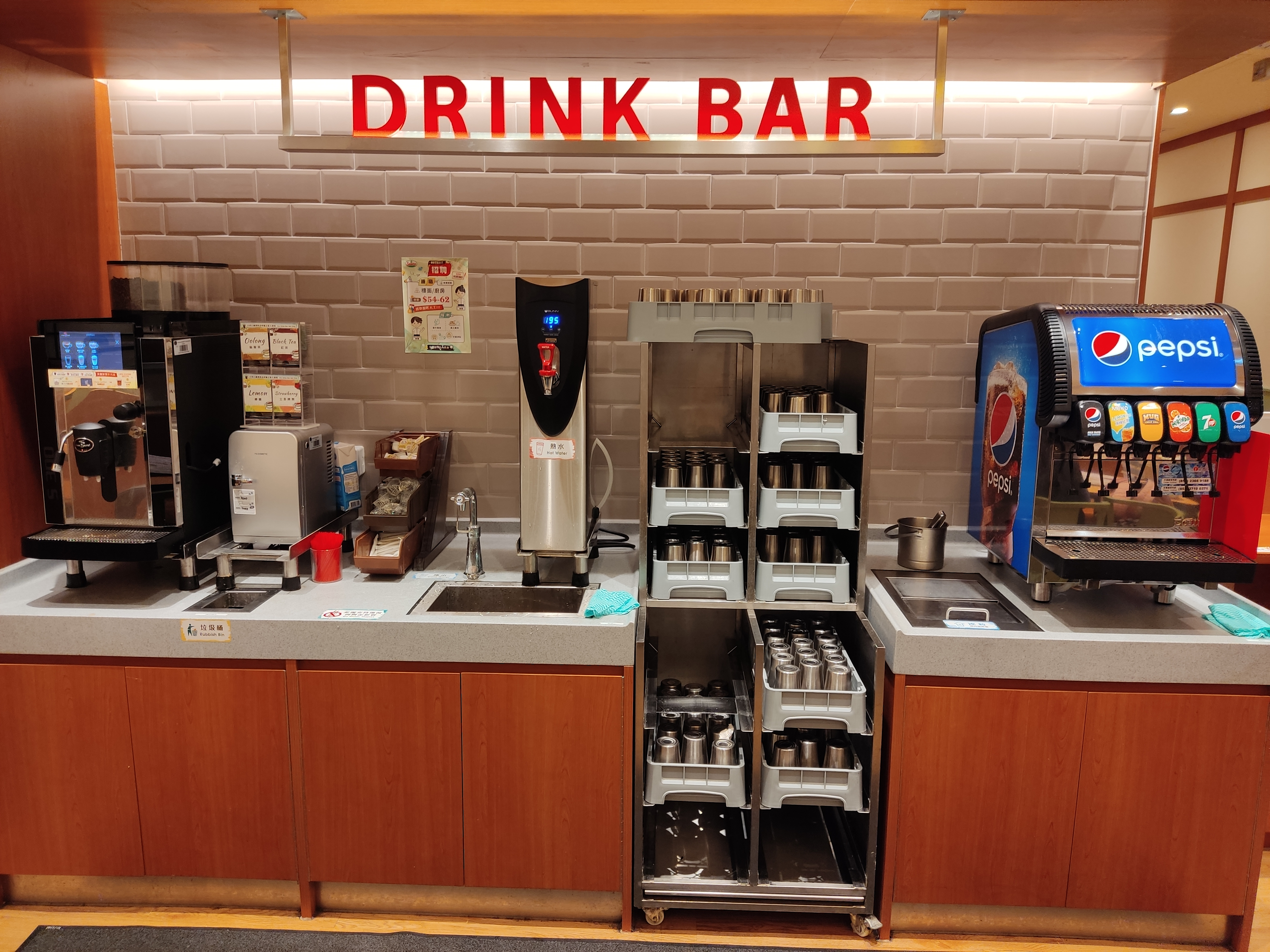
드링크바 ※사진은 홍콩
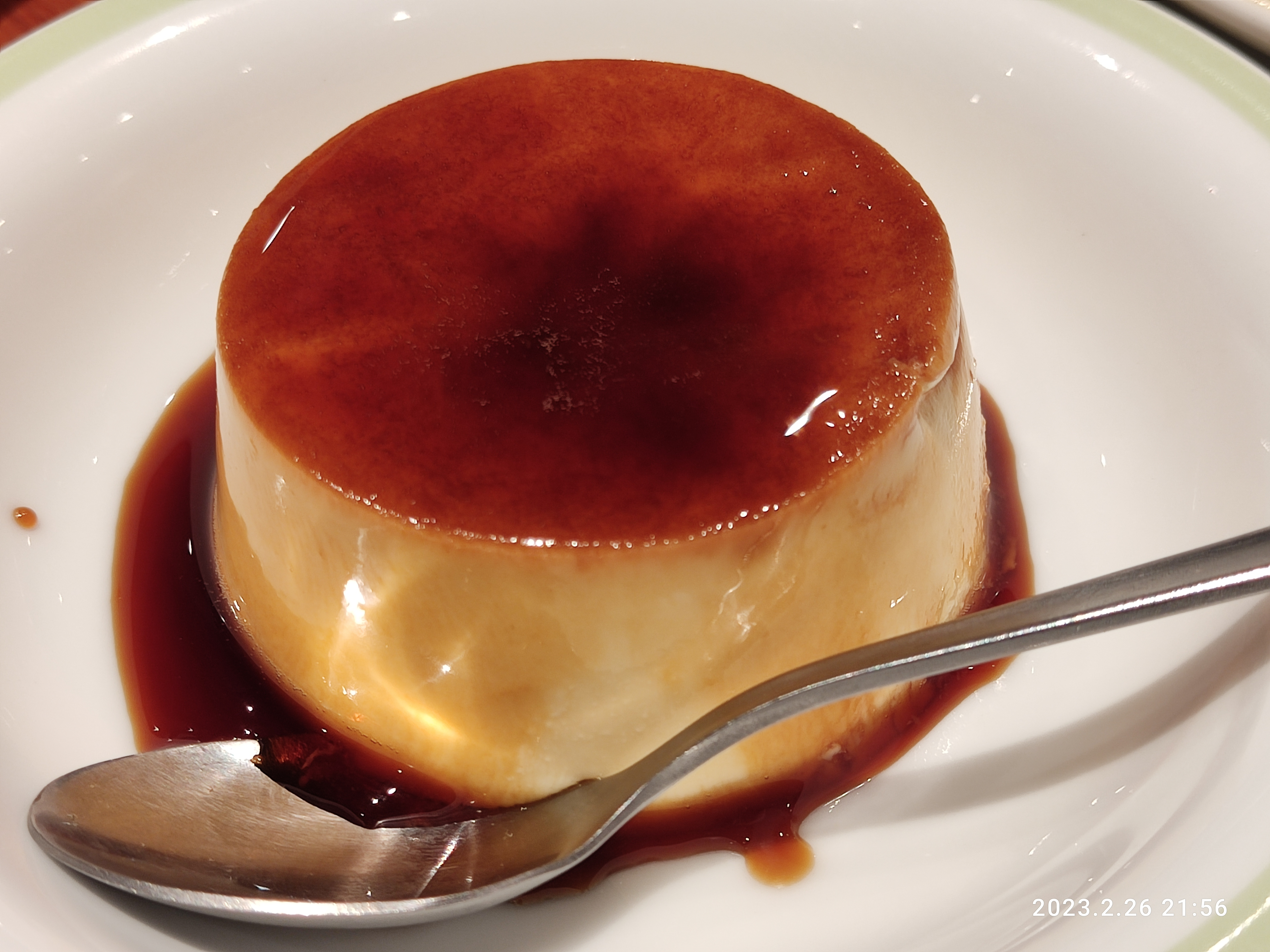
이탈리안 푸딩 (250엔) ※사진은 홍콩

## 점포
2022년 8월 기준으로 일본에 1,069개, 해외에 478개 점포가 있다.
일본 국내는 도쿄, 나고야, 오사카 등 3대 도시권을 중심으로 전개되고 있다. 2023년 5월 말 기준으로 아직 점포가 없는 지역은 도쿠시마현, 에히메현, 고치현, 나가사키현, 오이타현, 미야자키현, 가고시마현, 오키나와현이다.
해외는 상하이, 난징, 쑤저우, 광저우, 베이징 등 중국 내 외에 홍콩, 대만, 싱가포르에 점포가 있다. 사이제리야는 지금까지 중국 본토의 점포 운영을 맡을 현지법인 3곳을 베이징, 상하이, 광저우에서 설립했다.

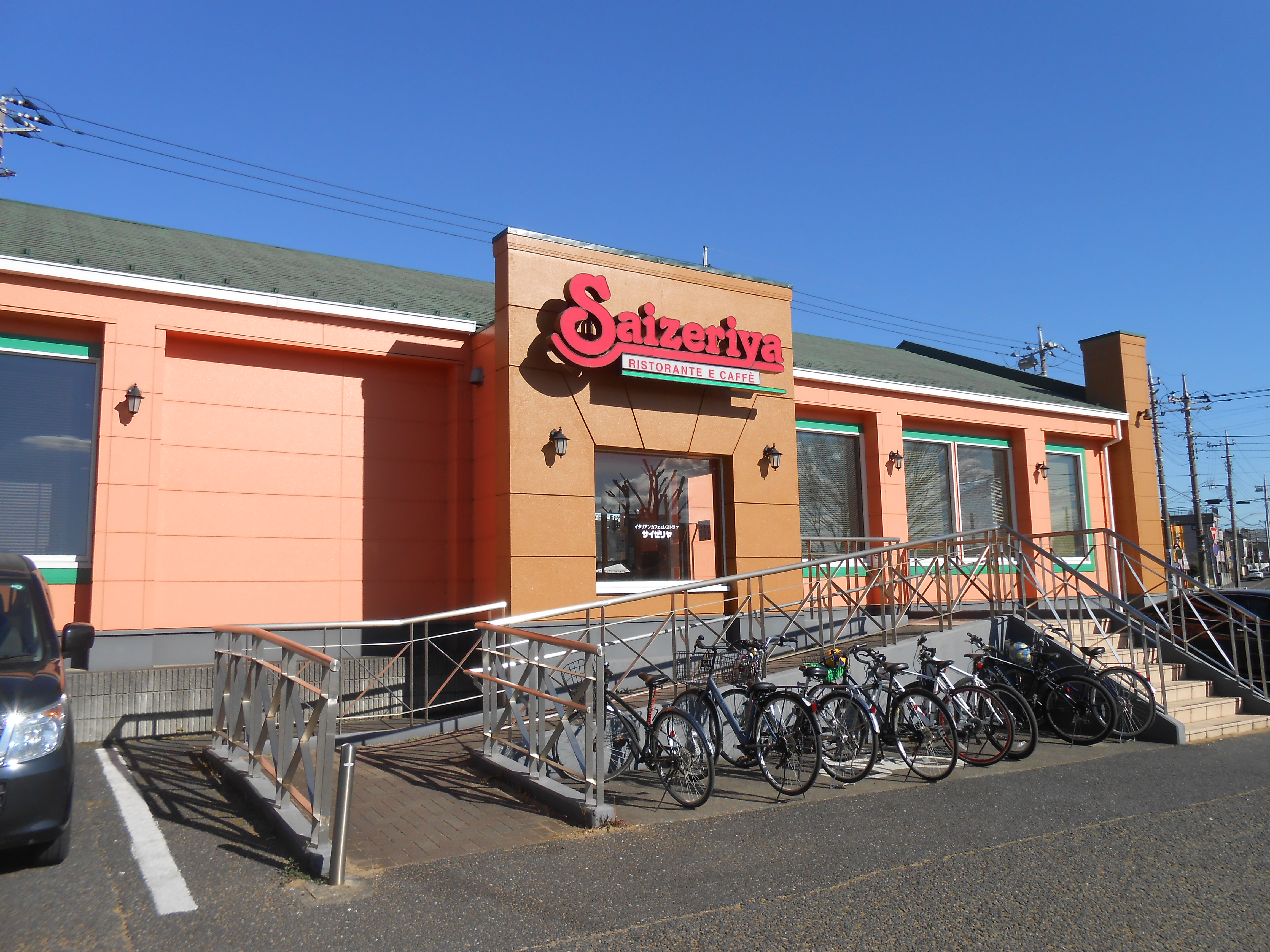
점포와 자전거 주차장 (지바 우노모리점)
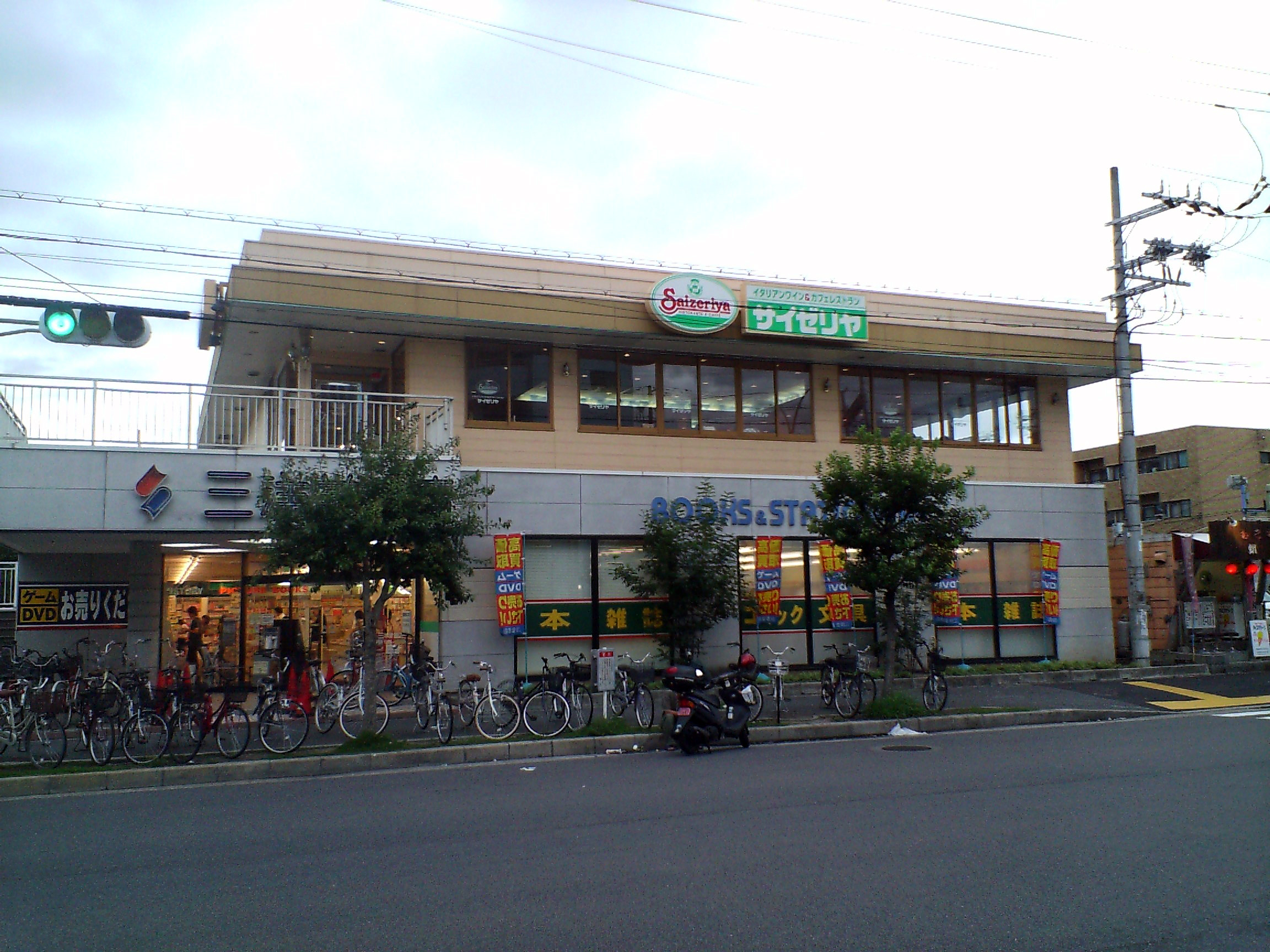
사카이 후카이점 (오사카부 사카이시)
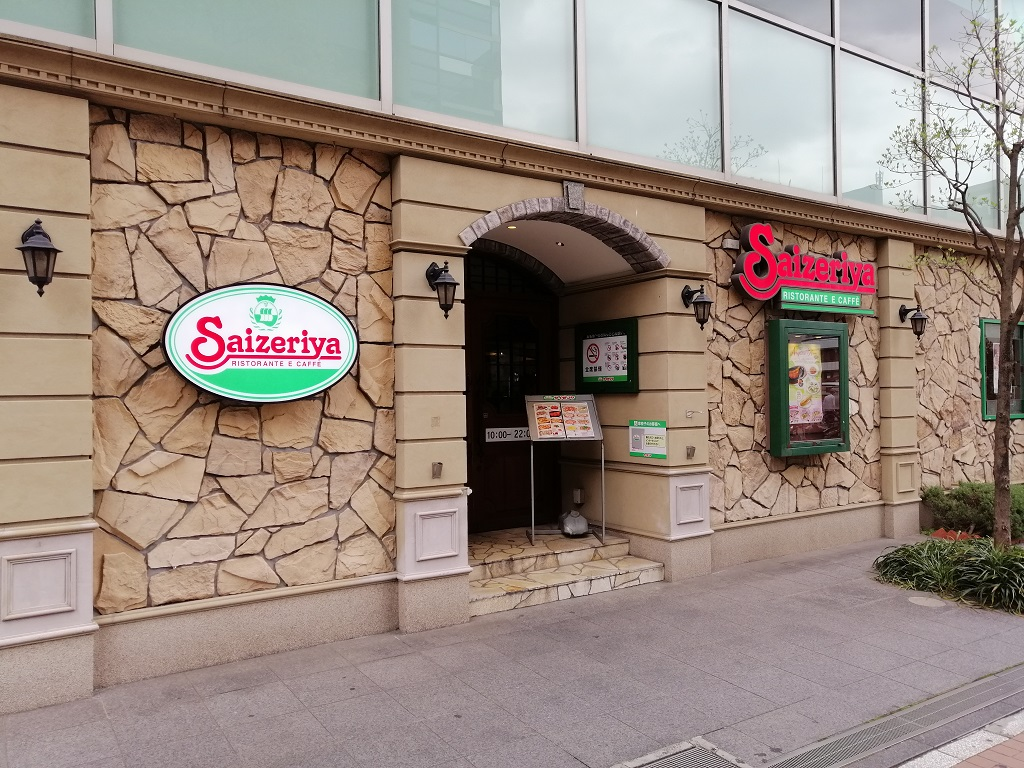
나고야 나카구청 앞점
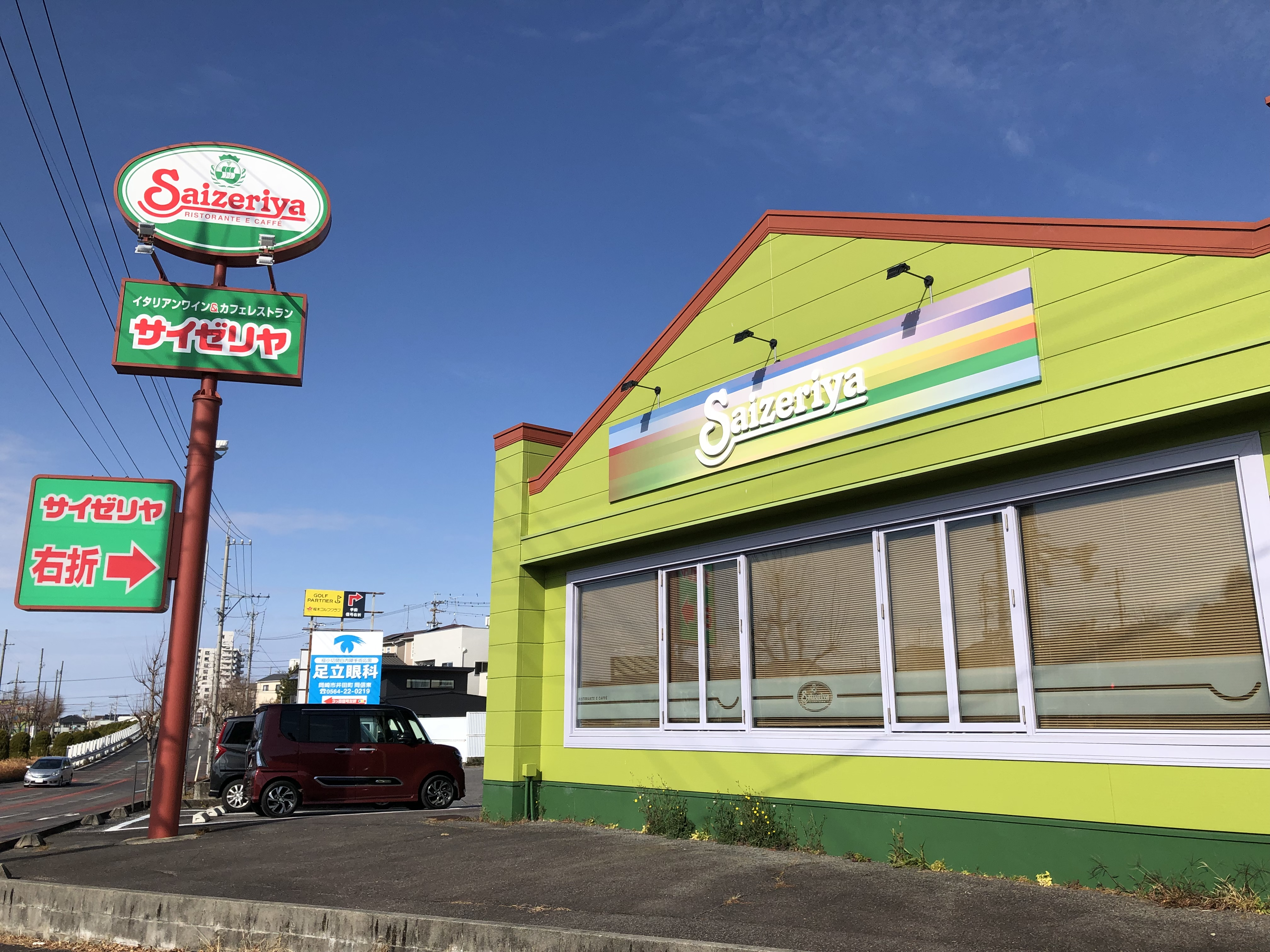
오카자키 이다점 (아이치현 오카자키시)
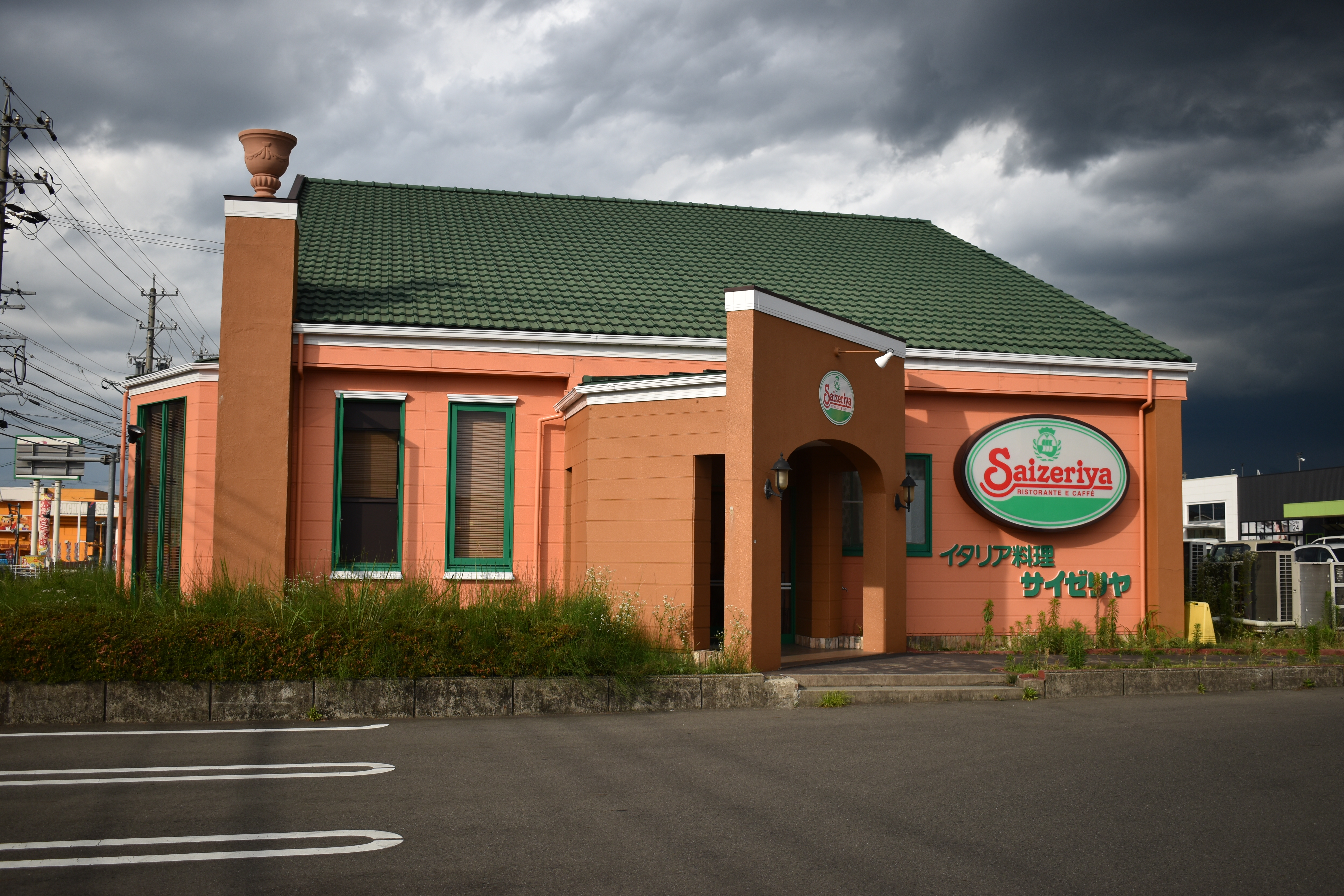
아크로스 플라자 후소점 (아이치현 니와군)
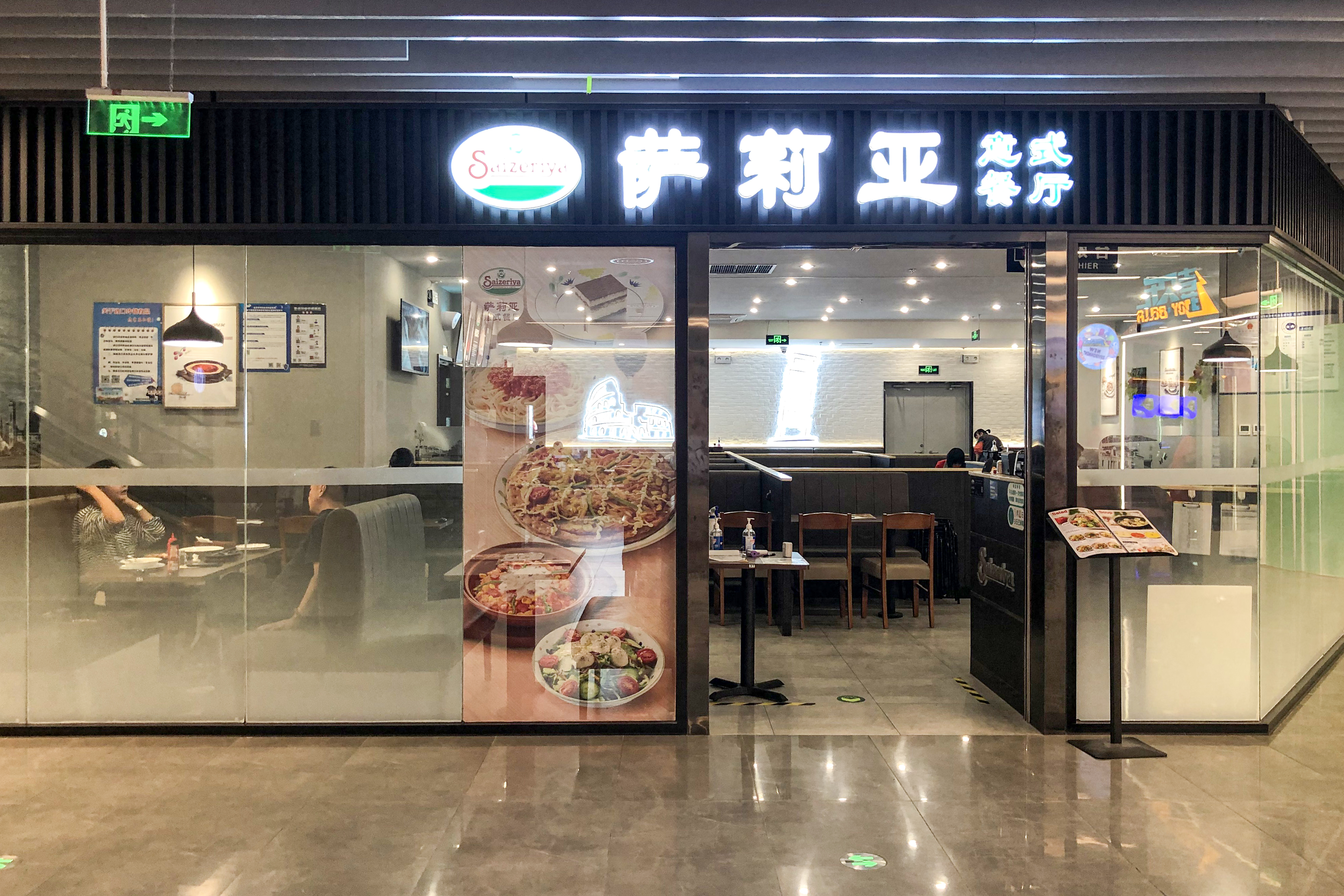
중국 베이징에 있는 점포
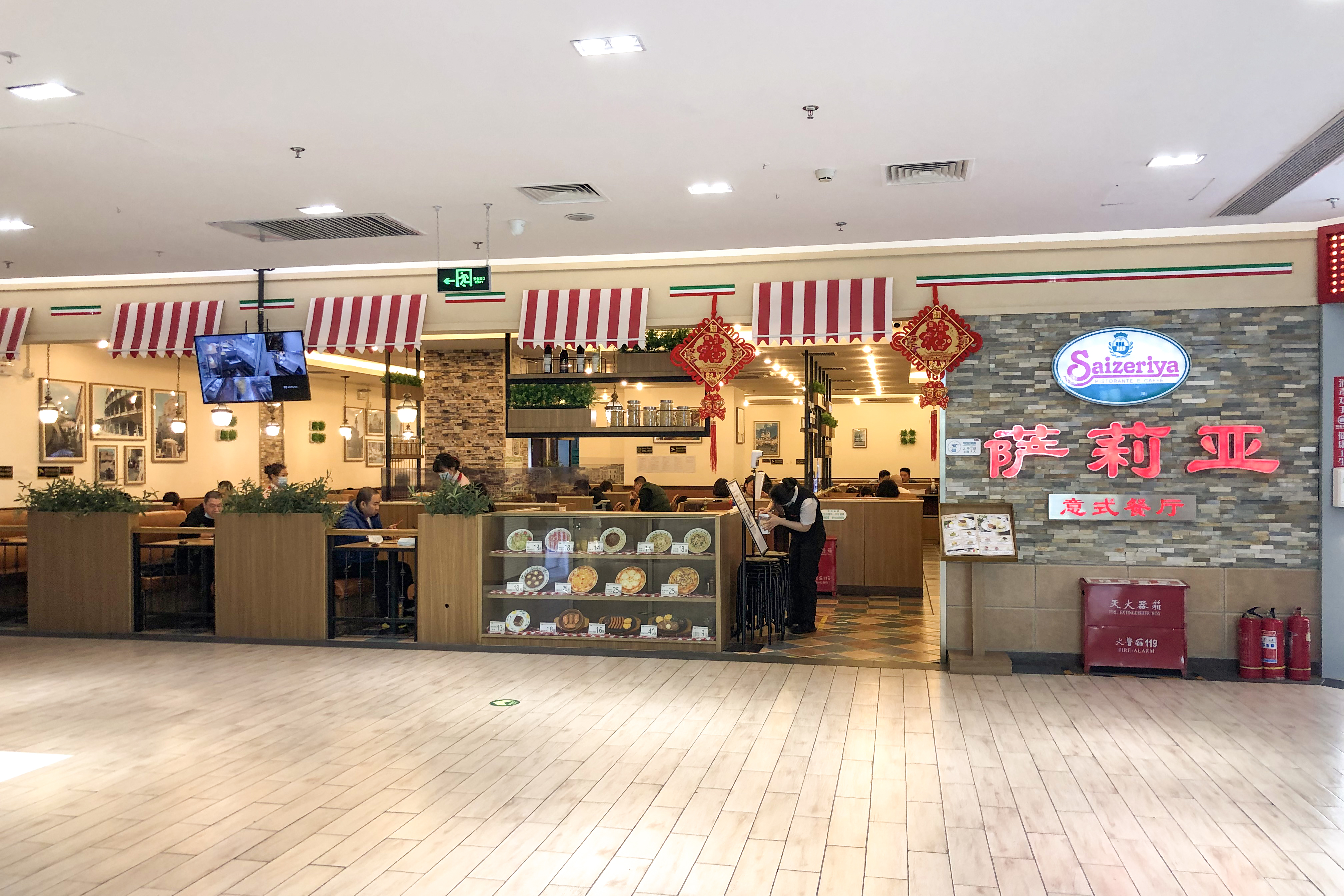
중국 베이징에 있는 점포
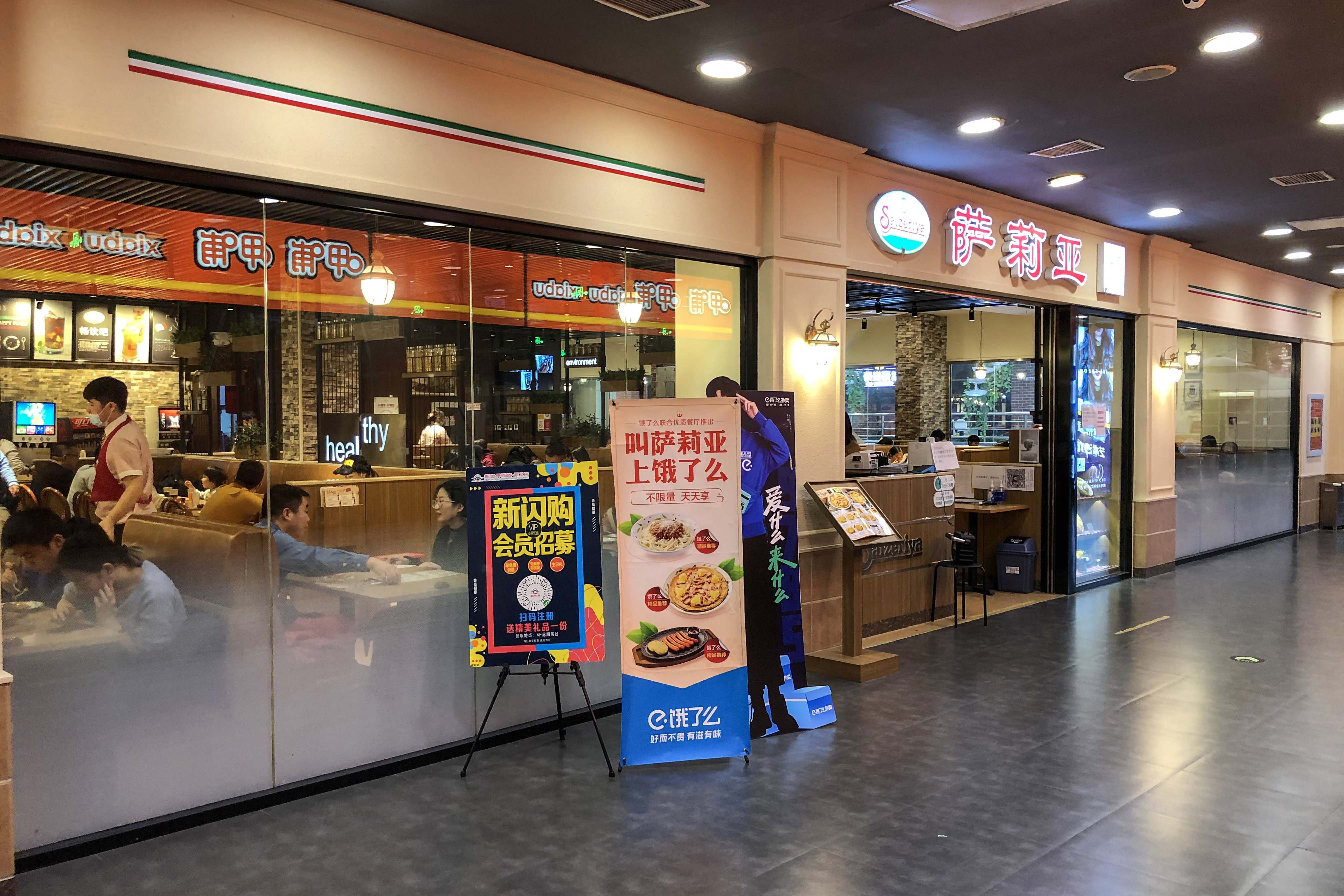
중국 베이징 New World Department Store에 있는 점포
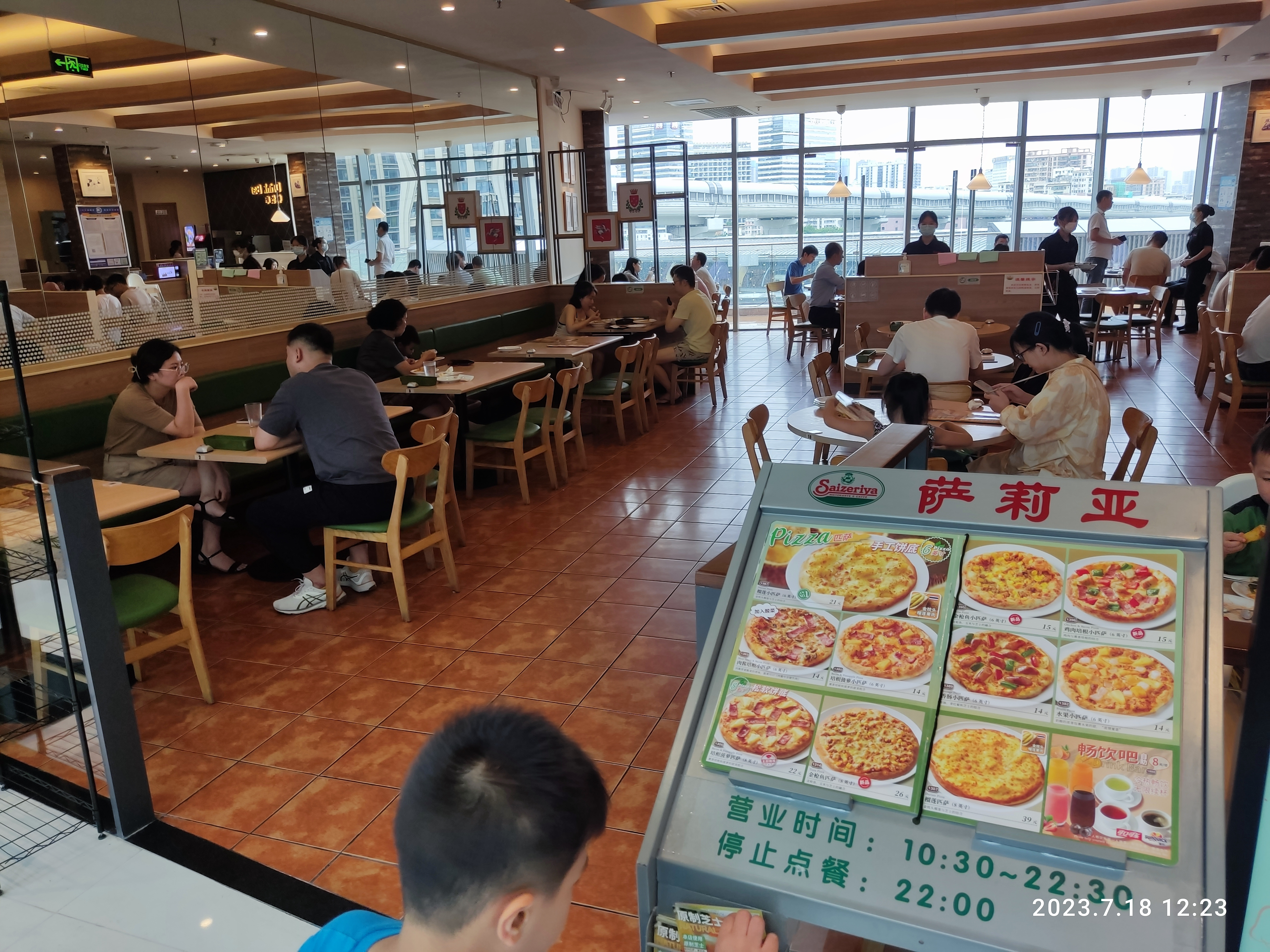
중국 선전에 있는 점포
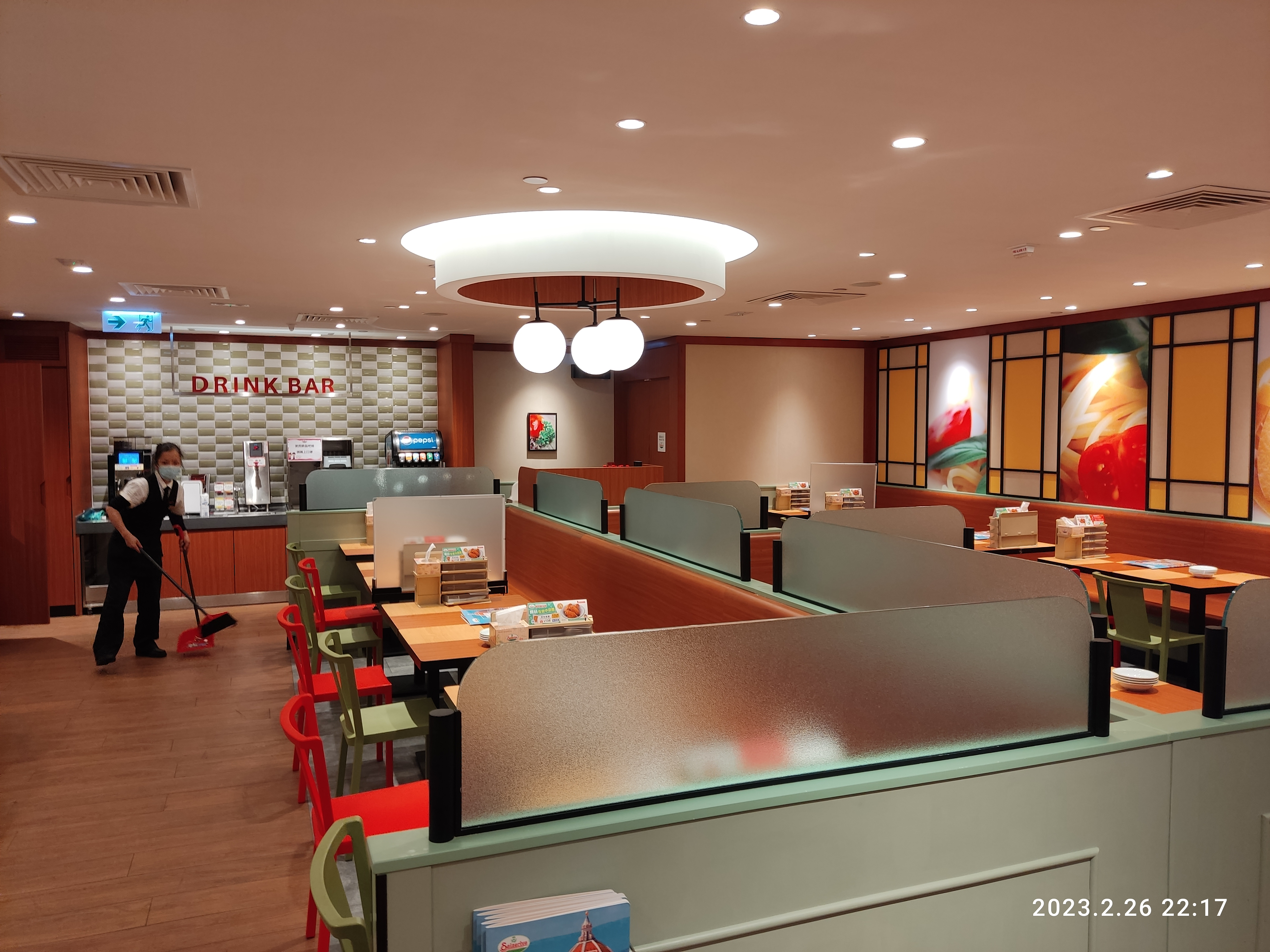
홍콩에 있는 점포